# Grey's Anatomy
Grey's Anatomy è una serie televisiva statunitense prodotta dal 2005 e trasmessa da ABC.
Ideata da Shonda Rhimes, è un medical drama incentrato sulla vita della dottoressa Meredith Grey, una specializzanda di chirurgia nell'immaginario Seattle Grace Hospital di Seattle. Il titolo dello show gioca sull'omofonia tra il cognome della protagonista, Meredith Grey, e Henry Gray, autore del celebre manuale medico di anatomia Gray's Anatomy.
Inizialmente partita come una serie in midseason, Grey's Anatomy ha ben presto attratto il pubblico, ricevendo anche numerosi riconoscimenti nel corso degli anni. Insieme a Desperate Housewives e Lost, è considerata tra le serie che hanno riportato al successo l'emittente televisiva statunitense ABC. Nel 2007 ha generato uno spin-off, Private Practice, di cui è stata protagonista Kate Walsh nel ruolo di Addison Montgomery. Un adattamento della serie in versione soap opera, intitolato A corazón abierto, è andato in onda in Colombia dal 26 maggio 2010.
La serie è trasmessa in prima visione assoluta negli Stati Uniti da ABC. In lingua italiana, la serie viene trasmessa in prima visione in Italia dapprima dai canali satellitari Fox Life e Fox, e poi dalla piattaforma Disney+, mentre in chiaro viene trasmessa da Italia 1 prima e LA7 poi; in Svizzera è trasmessa da RSI LA1.

## Trama
Meredith Grey è una giovane ragazza che, dopo la laurea in medicina, riesce a entrare nel gruppo di tirocinanti di chirurgia del Seattle Grace Hospital. Si trasferisce così a Seattle, nella vecchia casa appartenuta alla madre. Qui si trova a condividere la nuova esperienza insieme con un gruppo di giovani coetanei, tutti alle prese con i più svariati problemi, sentimentali e no. Meredith è figlia di Ellis Grey, una dottoressa di fama mondiale specialista in chirurgia generale, cosa che le fa sentire molto il peso del suo cognome. La sera prima di iniziare il tirocinio, in un pub Meredith incontra Derek, un affascinante uomo con cui passa la notte; il giorno dopo scopre che in realtà lui è Derek Shepherd, neurochirurgo del Seattle Grace, nonché suo supervisore. Meredith deve così districarsi tra amore, amicizie e una passione sempre crescente per la chirurgia.

### Prima stagione
Dopo una serata al pub, la specializzanda Meredith Grey va a letto con Derek Shepherd, affascinante neurochirurgo del Seattle Grace Hospital. La donna, però, non sa che è un suo superiore e la loro relazione inizialmente crea dei problemi sul lavoro. La malattia della madre di Meredith e l'arrivo di Addison Montgomery, moglie di Derek, complicano la situazione. Durante il tirocinio, Meredith conosce la dottoressa Miranda Bailey, i suoi compagni di specializzazione Cristina Yang, Izzie Stevens, George O'Malley e Alex Karev, con i quali stringe amicizia e condivide i problemi della vita. Cristina, come Meredith, intraprende una relazione sentimentale con un suo superiore, il cardiochirurgo Preston Burke. Il capo di chirurgia,  Richard Webber,  risulta essere un vecchio amico della madre di Meredith, Ellis, famosa dottoressa, ora malata di Alzheimer.

### Seconda stagione
Cristina aspetta un figlio da Burke, ma durante un intervento sviene in sala operatoria e subisce lei stessa un intervento e perde il bambino (che non voleva avere), mentre Derek cerca di gestire la situazione con Addison. Izzie nel frattempo inizia una relazione con il paziente Denny Duquette, che la porta a rubare un cuore per lui e a staccare la spina che lo alimentava. Le condizioni di Denny sono ormai compromesse e muore, mentre Izzie stava andando a trovarlo con il vestito del ballo, organizzato per la nipote del capo. La dottoressa Bailey rimane incinta, facendole capire quanto questo influisca sulla sua vita. Partorirà con l'aiuto di George durante l'emergenza dell'uomo bomba.

### Terza stagione
Derek e Addison divorziano e lui si addossa la colpa del fallimento del loro matrimonio perché innamorato di Meredith. Successivamente Addison gli rivela che con Mark non era stato solo sesso, ma era innamorata e aspettavano un figlio (lei poi abortì in quanto non riteneva Mark un buon padre, lui andò a letto con un'altra e Addison lo lasciò). La relazione tra Burke e Cristina continua e lui le chiede di sposarla; il giorno del matrimonio Cristina ha una crisi di panico, ma riesce a superarla. Poco dopo però arriva Burke e la lascia sull'altare. George fallisce il test di medicina, mentre il capo Webber sceglie Callie come capo degli specializzandi. Lei e George iniziano una relazione che li porterà a sposarsi a Las Vegas. Addison riceve e accetta una proposta di lavoro a Los Angeles. Izzie riceve una grossa eredità per la morte del fidanzato Denny Duquette e impiega molto tempo per incassare l'assegno in quanto non si sente adeguata ad avere quei soldi. La Bailey le intima di incassare l'assegno, altrimenti non la farà più entrare in sala operatoria. Incassato l'assegno, Izzie decide di finanziare l'intervento di una ragazza di 17 anni che soffre di una grave forma di scoliosi e a cui l'assicurazione ha negato la copertura dell'intervento. Intanto Miranda Bailey vuole aprire un poliambulatorio gratuito per aiutare chi non ha i soldi per l'assicurazione medica. Izzie Stevens decide così di finanziare lei, con gli 8 milioni dell'eredità, il poliambulatorio che intitolerà alla memoria di Denny Duquette. Durante un incidente di un ferry boat Meredith rischia di affogare, ma viene salvata da Derek; intanto Alex salva una donna incinta che ha perso la memoria. Ellis Grey muore.

### Quarta stagione
Al Seattle Grace Hospital arrivano i nuovi specializzandi, tra i quali la sorellastra di Meredith, Lexie Grey. Callie non riesce a gestire il lavoro di specializzando capo e, dopo aver saputo che George la tradisce con Izzie, scopre di essere attratta dalla cardiochirurga Erica Hahn. Meredith e Derek tornano assieme, così come Alex, dopo aver pianto per Ava, la ragazza che aveva perso la memoria, si innamora di Izzie. Anche Webber, nonostante i problemi con la moglie Adele, si riunisce a lei.

### Quinta stagione
Izzie ha continue visioni di Denny e scoprirà in un secondo momento che queste sono dovute a un melanoma al quarto stadio, del quale è affetta. Mark Sloan inizia una relazione con Lexie Grey, mentre Derek va a vivere nella casa di Meredith e le chiede di sposarla. Tuttavia, il giorno delle nozze a sposarsi sono Izzie e Alex, in quanto si teme che la Stevens non vivrà ancora a lungo. Derek opererà Izzie ma non senza complicazioni. Callie intraprende una relazione con la nuova pediatra, la dottoressa Arizona Robbins, dopo la partenza improvvisa di Erica. George decide di arruolarsi nell'esercito convinto da un nuovo chirurgo, Owen Hunt, che inizierà una relazione con Cristina. Il giorno in cui George dà le dimissioni, appena fuori dall'ospedale viene investito da un autobus, per salvare una ragazza: le condizioni di George sono pessime, tanto che quando viene portato al pronto soccorso nemmeno i suoi amici e colleghi riescono a riconoscerlo. Successivamente il ragazzo muore. Derek e Meredith si sposano tramite un post-it.

### Sesta stagione
I turni degli specializzandi vengono scombussolati a causa dell'arrivo dei medici del Mercy West, ospedale fuso con il Seattle Grace. Tra questi Jackson Avery e April Kepner, la quale viene licenziata dopo aver commesso un errore ma in seguito verrà riassunta da Derek, nuovo primario di chirurgia. Izzie vince la malattia ma lascia Seattle troncando così la storia con Alex. George muore tra l'indifferenza di più persone, che si accorgono solo dopo diversi giorni di aver perso un grande amico e un valido aiuto. Richard inizia ad avere problemi di alcolismo, motivo per cui viene sostituito da Derek, che gli consiglia di andare in terapia per poi riprendere il lavoro. Nell'ultimo episodio un uomo entra in ospedale armato, alla ricerca di Derek, per ucciderlo in quanto lo ritiene responsabile della morte della moglie, deceduta qualche mese prima al Seattle Grace, dopo che Shepherd ha deciso di staccarle la spina per evitarle la sofferenza poiché ormai era senza speranza. L'uomo armato spara a molti medici, tra cui Reed e Charles, due medici del Mercy West, pazienti e infermieri colpendo infine anche Derek, nello stesso momento Meredith perde il bambino che aspettava. Cristina e Jackson riescono a salvare la vita di Derek, operandolo mentre l'uomo armato gira ancora per l'ospedale. Alla fine il killer si spara perché Webber lo convince a usare l'ultimo proiettile su una persona colpevole, cioè lui.

### Settima stagione
Webber torna nuovamente a essere il capo dopo le dimissioni di Derek, che si salva grazie all'operazione effettuata da Cristina nonostante la pistola puntata alla tempia. Intanto è cominciata la gara per diventare il capo degli specializzandi e ad avere la meglio è April. Meredith decide di adottare con Derek una bambina venuta dall'Africa per merito di un progetto di Alex, Zola. Dopo aver perso il bambino mentre Cristina operava Derek, infatti, non riesce più a rimanere incinta. Cristina cerca di riprendersi dallo shock sposandosi con Owen e, successivamente, ne rimane incinta. La decisione di Cristina di abortire getta la coppia in crisi. Derek inizia un trial sperimentale sull'Alzheimer insieme con Meredith. Sapendo della malattia di Adele, la dottoressa Grey scambia le cartelle dei pazienti per agevolarla e per questo verrà sospesa dal lavoro e il suo matrimonio entra in crisi. Callie Torres, dopo la partenza di Arizona per l'Africa, rimane incinta di Mark ma, quando Arizona torna, si rimettono insieme e decidono di crescere la bambina tutti e tre insieme. Arizona chiede a Callie di sposarla prima che le due abbiano un incidente stradale. La Torres è molto grave e la sua bambina, Sofia, nascerà prematura ma, alla fine, staranno bene entrambe. Inoltre, Mark dice addio a Lexie, che inizia una storia con Jackson, mentre la dottoressa Altman si sposa con Henry, un paziente dell'ospedale che non ha l'assicurazione medica, solamente per fargli usufruire della sua assicurazione e finisce per innamorarsene.

### Ottava stagione
Richard si prende la colpa per coprire Meredith, così Owen diventa il nuovo capo e Meredith torna al lavoro. Cristina, nonostante il parere contrario di Owen, sceglie di abortire, così Owen decide di lasciarla. L'assistente sociale capisce che Meredith e Derek hanno dei problemi coniugali, così toglie loro l'affido di Zola, che verrà loro riconcessa a titolo definitivo successivamente. Per non creare ulteriori problemi coniugali, Meredith decide di lasciare la sua specializzazione in neurochirurgia e di intraprendere quella in chirurgia generale. La Bailey incontra nuovamente l'anestesista Ben Warren, capisce così di amarlo ancora e lascia l'infermiere Eli. Richard, dopo il problema con la FDA, lascia la sua sperimentazione alla Bailey, a cui si aggiunge poi Meredith. Henry muore, lasciando Teddy sconvolta. Mark, dopo aver lasciato Lexie, inizia una nuova storia con Julia; lei sarebbe pronta ad avere una famiglia con lui, ma lui, nell'episodio finale, confessa a Derek di volere una famiglia con Lexie, perché è lei che ama. Nell'epilogo, Owen confessa a Cristina di averla tradita. Lexie dichiara i propri sentimenti a Mark. Successivamente Alex, Meredith, Cristina, Jackson e April affrontano gli esami e tutti li superano, tranne April, che successivamente viene licenziata. La sera prima dell'esame, infatti, April va a letto con Jackson e ciò condiziona la ragazza. Alla fine Meredith, Derek, Cristina, Mark, Arizona e Lexie, trovandosi a bordo dello stesso aereo, hanno un incidente; tutti i chirurghi presenti sull'aereo sopravvivono eccetto Lexie e Mark, il quale morirà dopo diverse settimane in ospedale. Gli altri, più o meno feriti, si addormentano nella speranza di essere soccorsi e rischiano l'assideramento.

### Nona stagione
Tutti i medici del Seattle Grace Mercy West Hospital cercano di affrontare la perdita di Mark e Lexie, ma è molto difficile, soprattutto per Callie, che, non solo ha perso il padre di sua figlia e suo migliore amico Mark, ma a sua moglie Arizona è stata amputata la gamba sinistra. Meredith scopre di essere nuovamente incinta. Cristina, dapprima trasferitasi in Minnesota, ritorna a Seattle e recupera la sua relazione con Owen. La Bailey si sposa finalmente con Ben mentre Alex si avvicina a una specializzanda, Jo. La moglie di Richard, Adele, in seguito ha un malore, viene ricoverata nel giorno delle nozze della Bailey e muore. I medici coinvolti nell'incidente decidono di fare causa all'ospedale, attribuendo la responsabilità dell'incidente all'inconsapevole scelta di Owen di una compagnia aerea conosciuta per precedenti incidenti. Vincendo la causa, i medici mandano in bancarotta l'ospedale, a cui rimane la sola opzione della vendita alla Pegasus Horizon, la cui politica impedisce ai medici di svolgere il loro lavoro come vorrebbero. Per questo motivo, Callie, Arizona, Meredith, Cristina e Derek cercano di comprare l'ospedale con i soldi della causa, e ci riescono grazie all'aiuto della Harper Avery Foundation, che mette Jackson a capo dell'ospedale. All'inizio la presenza di Jackson nel team non viene accettata a causa della giovane età e della poca esperienza dello specializzando, specialmente da Richard, ex primario di chirurgia, ma lo stesso viene rivalutato grazie alla decisione di dedicare l'ospedale a Lexie e Mark. Nasce, così, il Grey Sloan Memorial Hospital. L'ultimo episodio della stagione si conclude con un'atmosfera tetra a causa di un violento nubifragio che ha colto la città di Seattle. Questa atmosfera incornicia la nascita di Bailey, il figlio di Meredith e Derek e infine la visione di Richard svenuto nel seminterrato dell'ospedale, rimasto folgorato dalla corrente a causa di un guasto del pannello elettrico.

### Decima stagione
I medici affrontano le conseguenze della tempesta avvenuta nel finale della nona stagione; Shane manda Heather a cercare Richard nel seminterrato ma anche quest'ultima rimarrà folgorata e morirà a causa di un grave trauma cranico, mentre Richard riuscirà a salvarsi. La Bailey deve affrontare la nascita di un disturbo ossessivo compulsivo e il ritorno di suo marito Ben. April - dopo aver dichiarato il suo amore a Jackson, sentendosi rifiutata dall'uomo - decide di procedere nelle nozze con Matthew ma, proprio durante la cerimonia, Jackson capisce che non può fare a meno di amarla e le dichiara pubblicamente il suo amore; così la convince a fuggire con lui e a sposarsi la notte stessa. Alex esplora la sua relazione con Jo ma l'arrivo di suo padre scombussolerà la loro vita di coppia. Cristina, dopo aver lasciato Owen, decide di concentrarsi completamente sulla carriera mentre Derek e Meredith affrontano la loro nuova vita genitoriale. A causa di un'incomprensione, Meredith e Cristina fanno una brutta litigata. In seguito a un'importante scoperta in campo medico Cristina verrà candidata alla vittoria del premio Harper Avery ma non vincerà in quanto la Harper Avery Foundation è proprietaria dell'ospedale e quindi, di fatto, nessun medico potrà mai vincere il premio per evitare un conflitto di interessi. In seguito a un inaspettato incontro con Burke, Cristina accetta la proposta di prendere il suo posto in Svizzera. La stagione si conclude con la partenza di Cristina; Meredith e Derek che litigano sul futuro; il licenziamento della specializzanda Leah, la decisione di Shane di partire per l'Europa con Cristina e l'arrivo della dottoressa Maggie Pierce, figlia biologica di Ellis Grey e Richard.

### Undicesima stagione
Dopo iniziali attriti, tra Maggie Pierce e Meredith nasce l'amicizia. Intanto Callie e Arizona si lasciano e quest'ultima intraprende la specializzazione in chirurgia fetale con la dottoressa Nicole Herman. Derek, dopo molte discussioni con Meredith, parte per Washington e a sostituirlo come primario di neurochirurgia arriva Amelia, sua sorella, che dovrà trovare il modo di operare il grave tumore della dottoressa Herman, la quale perderà la vista a seguito dell'operazione. Al bambino di April e Jackson viene diagnosticata una malattia incurabile; i due scelgono di far nascere il bambino prematuramente, ma morirà dopo pochi minuti. Derek torna da Washington, e chiarisce con Meredith; purtroppo Derek è costretto a ripartire per dare le dimissioni dal programma del Presidente. Durante la mattina Meredith viene chiamata dalla Casa Bianca per avvisarla che suo marito non è arrivato quel giorno. Derek infatti è rimasto coinvolto in un incidente, da cui è uscito inizialmente illeso. Prestati i soccorsi ai feriti e caricatili in ambulanza, risale sulla sua macchina per tornare a casa quando viene travolto da un camion. La non tempestività dei medici lo condanna a morte e sarà Meredith a decidere di staccare la spina che tiene in vita il marito. Derek muore. Meredith va via con i due figli lasciando solo un biglietto con scritto "Andiamo via. Stiamo bene". Nel frattempo Owen parte in missione e April lo segue. Missione che per quest'ultima doveva durare solo tre mesi ma che effettivamente durerà molto di più lasciando Jackson da solo. Dopo nove mesi Meredith dà alla luce Ellis Shepherd, figlia sua e del marito deceduto, e torna a Seattle. Catherine, madre di Jackson, chiede a Richard di sposarla. April e Owen tornano dalla missione. Amelia dopo mesi e mesi riesce, grazie a Owen, ad accettare la morte del fratello. April vuole tornare in guerra, ma suo marito non è d'accordo e ammette che se lei parte lui non la aspetterà. Alex e Jo decidono di comprare una casa insieme. Richard e Catherine si sposano e i medici si trovano nella casa di Derek e Meredith a festeggiare un'ultima volta, la donna infatti decide di metterla in vendita poiché sede di troppi ricordi.

### Dodicesima stagione
Meredith, una volta venduta la casa costruita da Derek, va a vivere assieme a Maggie, Amelia e i bambini nella sua vecchia casa, ma tra Meredith e Amelia ci sono varie discussioni. In ospedale la dott.ssa Bailey diventa il nuovo capo e nomina Meredith primario di chirurgia generale. Nel frattempo, April torna a casa e Jackson vuole il divorzio da sua moglie, la quale invece vuole lottare affinché il matrimonio continui, ma il tutto è invano poiché alla fine firmano il divorzio e si scopre, dopo aver firmato le carte, che April è incinta. Callie e Arizona vendono la loro vecchia casa e entrambe cominciano una nuova vita, Arizona in un primo momento affitta la casa allo specializzando Andrew DeLuca (il quale instaura una relazione con Maggie per un breve periodo). Callie invece trova un nuovo amore: Penny Blake, la dottoressa che ha dato la notizia della morte di Derek a Meredith, la quale si è aggiunta nello staff di specializzandi del Grey Sloan Memorial Hospital. Nel frattempo Alex chiede a Jo di sposarlo ma lei rifiuta. Intanto Meredith ha una breve relazione con Will Thorphe, dottore specializzato in oncologia, ma la mattina dopo essersi svegliata accanto a lui ha una crisi e lo caccia via di casa terrorizzata, perché non è ancora pronta ad avere una nuova relazione. Successivamente però Meredith inizia una storia di solo sesso con il nuovo arrivato Nathan Riggs. Egli ha un passato legato a Owen: infatti lui era l'ex fidanzato della sorella di Owen, scomparsa dopo la caduta di un elicottero. Owen instaura un rapporto più solido con Amelia, alla quale, in seguito, farà la proposta di matrimonio. Inoltre, in questa stagione Callie e Arizona finiscono in tribunale per contendersi l'affidamento esclusivo della figlia, Sofia, dato che Penny vince una borsa di studio a New York e Callie vuole trasferirsi con Sofia insieme alla Blake. Alla fine a vincere sarà Arizona ma, rendendosi conto che Callie ama veramente Penny, le porta due biglietti aerei per New York, in modo tale che lei e la figlia raggiungano la Blake dall'altra parte del paese. Owen e Amelia si sposano, con la benedizione di Meredith, la quale chiarirà con la cognata, dopo averla accusata di aver "rubato" il lavoro di Derek e di essersi fidanzata con l'ex marito della sua migliore amica, Cristina. April, durante il matrimonio, entra in travaglio e partorisce, con l'aiuto di Warren, una bambina chiamata Harriette. Si scopre che Jo è sposata con un uomo violento e non può chiedere il divorzio. Alex, dopo aver litigato con Jo riguardo al matrimonio, torna a casa e trova la ragazza ubriaca e seminuda vicino a Andrew. Karev fraintende la situazione e colpisce violentemente lo specializzando.

### Tredicesima stagione
Si è appena concluso il matrimonio tra Owen e Amelia. Callie è partita per New York. Dopo aver rischiato di perdere la possibilità di diventare chirurgo, DeLuca accusa Karev di violenza non premeditata. I medici si schierano e la Bailey impedisce a Karev di operare, ma gli permette comunque di fare il medico all'interno dell'Ambulatorio Duquette. Infine, Andrew decide di ritirare le accuse fatte contro Alex. Leah Murphy torna al Grey Sloan, dopo aver proseguito eccellentemente la sua specializzazione altrove, per poter lavorare insieme alla dottoressa Pierce. Per rivedere il programma di specializzazione viene assunta Eliza Minnick, che prende il posto di Richard come capo degli specializzandi e instaura una relazione con Arizona. Meredith, inizialmente, decide di chiudere la relazione con Nathan, del quale è innamorata Maggie, nonostante venga rifiutata dal collega, per poi proseguirla successivamente. Maggie, inoltre, deve affrontare e accettare la perdita della madre adottiva, morta di cancro al Grey Sloan, proprio davanti a lei. Nel penultimo episodio, vengono portate all'ospedale una donna e un uomo, vittime di un incidente d'auto. Si scopre, però, che l'uomo è uno stupratore che prende in ostaggio Stephanie, e che vuole assolutamente uscire dall'ospedale. Successivamente i due incontrano anche una bambina che si aggirava per l'ospedale e la Edwards, per proteggere sé stessa e la bambina, decide di dare fuoco all'uomo, il quale, per sfuggire, finisce vicino alle bombole del gas provocando un'esplosione. Intanto, Meredith riceve la notizia da Amelia che la sorella di Owen, ed ex fidanzata di Nathan, è stata ritrovata viva dopo 10 anni. Alex scopre chi è l'ex marito violento di Jo (il cui vero nome è Brooke), anch'egli medico. Nel finale di stagione, Stephanie e la bambina cercano di scappare dal fuoco, e dopo molti tentativi, le due vengono salvate ma Stephanie decide di lasciare l'ospedale dopo quest'esperienza. La Minnick viene licenziata dalla Bailey. La Grey rivela a Nathan che Megan è viva. La stagione si conclude con lo sguardo di Owen, accompagnato da Amelia, che guarda la sorella appena arrivata su una barella.

### Quattordicesima stagione
Owen Hunt ha finalmente trovato la sorella, Megan. La donna, anche ex fidanzata mai veramente dimenticata di Nathan Riggs, ha però bisogno di urgenti cure e viene scelta proprio Meredith come medico curante. In città ritorna per l'occasione anche Teddy Altman, amica di Owen e di Megan, che mette in discussione l'obiettività di Meredith riguardo a Megan, citando il coinvolgimento di lei con Nathan. Anche la madre di Owen arriva per vedere la figlia, che, al contrario di Teddy, decide di fidarsi di Meredith, che svolge un intervento rivoluzionario e salva la vita alla donna; dopo essere guarita, decide di partire insieme al figlio che ha adottato in Iraq e a Nathan, che dice addio a Meredith, spinto anche da quest’ultima a non sprecare l’occasione di tornare con l’amore della sua vita. Intanto Amelia scopre casualmente di avere un tumore al cervello, che verrà rimosso dopo una lunga operazione dal neurochirurgo Tom Koracick. Credendo che il frettoloso matrimonio con Owen sia stato dettato dal suo tumore, Amelia si allontana da lui, consigliandogli perfino di andare da Teddy e di dirle che la ama. Owen lo fa ma tra i due le cose non vanno bene, nonostante una notte d'amore. Jackson e April decidono di non vivere più insieme quando lui realizza di provare dei forti sentimenti per Maggie, relazione che comincia a piccoli passi e poi viene approfondita da entrambi, con il consenso di Richard e Catherine, i genitori dei due. April vive una forte crisi di fede, che piano piano ritroverà, insieme all'amore per il paramedico Matthew, che aveva rifiutato all'altare, tanto che dopo un brutto incidente che coinvolge entrambi, i due ammettono a tutti la loro ritrovata relazione. Arizona conosce una nuova donna, Carina, che si scopre essere la sorella di DeLuca e vive una complicata storia con lei, che si chiude quando la figlioletta di Arizona, Sofia, ammette con tristezza che vuole tornare a New York dai suoi amici e dall'altra mamma Callie; così Arizona per amore della figlia accetta di andare con lei a New York e pensa di poter ricostruire qualcosa con Callie, di nuovo single, oltre a un centro con il vecchio mentore Nicole Hermann, tornata al Grey Sloan per un controllo al cervello, per escludere che il tumore fosse di ritorno. Amelia e Owen si riavvicinano dopo che lei si fa carico di una ragazza che ha problemi di droga e lui adotta un piccolo di nome Leo, il figlio della ragazza di Amelia. I quattro sembrano quindi trovare una strana armonia. La Bailey soffre per lo stress causato dal cambiamento di lavoro di Ben che è diventato pompiere e, dopo essere sopravvissuta a un infarto, decide di cedere la carica di Capo di Chirurgia. Alex e Jo tornano insieme ma devono affrontare il marito violento di lei, che in seguito muore in un incidente. Così i due possono finalmente sposarsi e organizzano il loro matrimonio, che arriva insieme a quello di Matthew e April. Jo lavora a lungo con Meredith, che nel frattempo vince l'Harper Avery, per il rivoluzionario intervento su Megan Hunt. Richard trova un nuovo nucleo di specializzandi ma la ragazza amata da Andrew è costretta ad andarsene per un problema di immigrazione clandestina, così che alla fine DeLuca, ancora sofferente, bacia Meredith al matrimonio di Jo e Alex. Intanto il nonno di Jackson, Harper Avery, muore e si scopre essere stato un uomo che molestava le sue dipendenti, così la fondazione Avery rinasce come Fondazione Fox, dal nome della madre di Jackson, Catherine Fox. La stagione si chiude con il ritorno di Teddy Altman, incinta di Owen.

### Quindicesima stagione
Dopo aver scoperto di avere ancora passione e desiderio per l'aspetto sentimentale della sua vita, Meredith si rivolge alla matchmaker Cece Colvin, sua paziente, per riuscire a trovare l'uomo giusto per lei; ma con il tempo Meredith si accorge di essere corteggiata sia dal suo specializzando Andrew DeLuca, sia dal nuovo primario di ortopedia, Atticus Lincoln, detto Link. Dopo un'iniziale indecisione, la donna sceglie Andrew e lascia che la loro relazione evolva. Intanto Jo, mentre è in luna di miele con Alex, decide di restare a Seattle e convince la Bailey a creare appositamente per lei una speciale borsa di studio sull'innovazione in campo medico; una volta tornata al lavoro scopre che Link lavora in ospedale e si viene a sapere che i due erano amici ai tempi del college. Nel frattempo il borsista in ortopedia di Link, Nico Kim, intraprende una relazione con lo specializzando Levi Schmitt che acquisisce più sicurezza in sé stesso. Improvvisamente si fa vivo il padre di DeLuca, che arriva dall'Italia con Carina, e che propone di creare un'innovativa sacca gestazionale esterna all'utero; inizialmente Andrew sostiene il padre ignorando gli avvertimenti di Carina che pensa che l'uomo sia bipolare; ben presto però i segnali di squilibrio si fanno più evidenti e Andrew non può che riconoscere il proprio errore. Tutto ciò lo porta ad abbattersi molto fino a mettere quasi a rischio la sua relazione con Meredith; inaspettatamente è Karev a fargli capire che sta sbagliando e tutto si risolve tra la coppia, tanto che Andrew finirà per dichiararle il suo amore, spaventandola leggermente dato che l'ultima volta che lei lo disse fu al suo defunto marito, Derek. Anche il padre di Meredith si ripresenta in questa stagione: Tatcher Grey è in fin di vita e prima di morire si riconcilia con la figlia. Mentre stanno andando al lavoro Jackson e Maggie vengono salvati per un soffio da un incidente mortale e questo spinge Avery a porsi delle domande sulla propria fede, argomento che inizialmente lo porta a scontrarsi spesso con Maggie e ad allontanarsi brevemente da lei, fino a quando la scoperta del grave condrosarcoma che è stato diagnosticato a Catherine, li riavvicina. La donna decide di non dire subito al marito della malattia, anche perché Richard sta attraversando un duro periodo a seguito della morte della sua sponsor degli AA. Tuttavia è proprio la diagnosi di Catherine a farlo rimettere in carreggiata per poterle stare accanto; fortunatamente Amelia e Koracick riescono a salvarle la vita, pur non riuscendo a rimuovere tutto il tumore al midollo spinale con cui dovrà convivere.
Teddy incinta di Owen, una volta scoperto che lui e Amelia sono tornati insieme e hanno costruito una nuova famiglia, decide di rifiutare il posto come capo ad interim del Grey Sloan. L'offerta le era stata fatta dalla Bailey, che continua a cercare di eliminare il suo livello stress dalla vita fino a chiedere a Ben una pausa dal loro matrimonio; tuttavia i due si riconciliano in breve tempo in quanto lei si rende conto che i suoi già noti disturbi mentali la stavano influenzando a causa di un dosaggio sbagliato di medicine. La Altman non può ripartire subito come vorrebbe a causa di un problema medico, che coinvolge Maggie in quanto primario di cardiochirurgia, che scopre così della sua gravidanza ed è costretta a tenere il segreto con Amelia. Dopo aver rivelato la verità a Owen, Teddy torna a lavorare al Grey Sloan prendendo il posto dell'uomo come capo di traumatologia, e inizia a frequentarsi con Thomas Koracick. La relazione prosegue per quasi tutta la stagione, fino a quando la Altman non si rende improvvisamente conto di amare ancora Owen. Quest'ultimo nel frattempo continua a occuparsi di Leo e Betty con Amelia, e anche dopo aver saputo della gravidanza di Teddy decide di restare con l'ex moglie. Tuttavia la loro serenità ha breve durata sia perché Owen si mostra spesso geloso di Teddy, sia perché ben presto scoprono che Betty ha sempre mentito loro sulla propria identità: la ragazza non ha nemmeno mai detto ai suoi genitori dove si trovi o di aver avuto un bambino, ed essendo minorenne questo potrebbe compromettere la custodia di Leo, cosa che fa infuriare Owen fino al punto di ferire Amelia, spingendola ad allontanarsi. Intanto Alex affronta una sfida lavorativa quando la Bailey lo nomina come Capo ad interim di chirurgia; inizialmente ha qualche difficoltà, ma con il tempo ci prende la mano e in qualche occasione supera anche in intelligenza il suo mentore. Quando la madre di Alex fa loro una visita improvvisa, i Karev si preoccupano che la donna possa star male, ma in realtà è tutto nella norma e durante il suo soggiorno incoraggia la coppia a fare figli, cosa che spinge Jo a voler sapere di più sul proprio passato, così scopre che la sua madre biologica vive a Pittsburgh. Una volta giunta lì, Jo conosce la donna, che però le fa una rivelazione scioccante: Jo è stata concepita a seguito di uno stupro, e per quanto la madre biologica sentisse di amarla, scelse di abbandonarla perché era un ricordo troppo forte del trauma subito; questa notizia getta Jo in un grave stato depressivo e di isolamento da tutti, dal quale riesce a chiedere aiuto solo dopo essersi confidata con Meredith, che parla per lei con Alex. Jo decide quindi di farsi ricoverare in psichiatria, dopo essersi riconciliata con il marito.
Alla fine i genitori di Betty si presentano e dopo delle iniziali controversie capiscono che la cosa più giusta da fare è occuparsi della figlia durante la disintossicazione ma lasciare Leo a Owen e Amelia; tuttavia nella stessa sera in cui riportano il bambino da loro, Amelia ha deciso di lasciare definitivamente Owen. Perciò al momento di adottare legalmente Leo, per il bene del bambino Amelia decide di rinunciare all'adozione ma di continuare a far parte della sua vita. Owen dopo un'inaspettata visita della sorella Megan, decide di intraprendere un percorso di terapia per superare i suoi traumi del passato; ciò lo porterà a scoprirsi innamorato di Teddy. Dopo aver rischiato la vita a causa di un incidente a catena provocato da una fitta nebbia, Hunt giunge in ospedale giusto in tempo per veder arrivare Teddy con le doglie e dopo la nascita della loro piccola i due si dichiarano a vicenda i propri sentimenti, con amarezza di Amelia che si rende conto di non aver ancora imparato a stare da sola dopo Owen. Effettivamente subito dopo la rottura con Hunt, la Shepherd si era buttata in una relazione sessuale con Link come alternativa per superare il dolore, ma poi il loro rapporto si era velocemente intensificato dopo che lui l'aveva sostenuta durante una cena di famiglia disastrosa; per questo motivo Amelia spiega a Link di voler imparare a stare da sola ma che senza pressioni può considerare altre opzioni tra cui lui, e il giovane ortopedico accetta i suoi tempi. Nel frattempo Tom è totalmente ignaro di come si siano evolute le cose. Jackson intanto chiede a Maggie di andare a vivere con lui; dopo l'ennesimo allontanamento da parte di lei i due decidono di andare in campeggio insieme prima di iniziare la convivenza, ma l'esperienza non fa altro che creare ulteriori tensioni e a causa della fitta nebbia che ha invaso tutta la città, Jackson decide di andare in avanscoperta da solo, senza più fare ritorno. A causa di una truffa all'assicurazione medica, fatta da Meredith per aiutare un padre messicano appena arrivato negli Stati Uniti con una figlia affetta da tumore, la Grey viene licenziata dalla Bailey, insieme a Karev e Webber, che sapevano tutto ma non l'hanno denunciata; nel frattempo però DeLuca si è preso la colpa del reato, per proteggere Meredith e non farla allontanare dai suoi bambini, ma Meredith decide che la cosa non è giusta e che si assumerà le sue responsabilità, non senza prima dichiarargli che lo ama anche lei durante la sua visita in carcere. Tornata a casa Meredith spiega ai figli che dovrà assentarsi per un po'.

### Sedicesima stagione
La stagione inizia con Meredith che svolge lavori socialmente utili al fine di scontare quanto possibile la sua pena per la frode compiuta in ospedale fuori dal carcere. Nel frattempo le viene fissata un'udienza con la quale verrà deciso se la donna potrà conservare o meno la licenza medica. Alex e Richard, intanto, dopo il licenziamento dal Grey-Solan, trovano lavoro presso un minuscolo e alquanto arretrato ospedale della zona, il Pac North. Si rendono conto delle condizioni avverse del luogo e cercano di migliorarlo come possono. Nel frattempo Jo viene ricoverata col suo consenso e quello di suo marito in una struttura apposita in cui si spera possa riacquistare la serenità necessaria per tornare a vivere la sua vita e a lavorare dopo il trauma subito. Alex si dimostra inaspettatamente comprensivo verso sua moglie, al contrario delle aspettative di lei e la sostiene. Arriva il giorno dell'udienza in tribunale dove tutti, compresa la stessa Miranda Bailey che aveva licenziato Meredith dopo la frode, testimoniano a suo favore. Arrivano anche lettere a sostegno del medico, fra cui quella di Cristina Yang. Grazie all'aiuto di tutti, Meredith conserva la licenza e viene reintegrata dalla Bailey come primario di chirurgia generale al Grey Sloan.  
Nel frattempo, mentre cerca di rimettere insieme i pezzi della sua relazione con DeLuca, fa la conoscenza del nuovo primario di chirurgia pediatrica, Cormac Hayes. Scoprirà grazie a una serie di sms con Cristina, che costui le è stato inviato "appositamente" in quanto un buon partito per Meredith, dal momento che i due hanno molto in comune: sono entrambi vedovi, medici e con figli. Intanto Amelia si scopre incinta, ma non è certa di chi fra Owen e Link sia il padre del bambino, così, dopo turbolenze nella sua relazione con Link e spronata anche da quest'ultimo, decide di effettuare un test di paternità che conferma la genitorialità dell'ortopedico e stabilizza una volta per tutte il loro rapporto. Nel momento più dubbioso invece su chi fra lui e Owen fosse il padre del nascituro, Teddy, sconvolta dalla notizia, si lascia andare a un momento di debolezza e tradisce Owen con Tom Koracik. Nel frattempo Jo, scopre, così come Meredith, la Bailey e Richard, che suo marito, partito dopo l'udienza di Meredith per far visita alla madre, non è mai arrivato dalla donna. È dalla sua ex moglie mai dimenticata Isobel Stevens, cercando di essere un buon padre per quelli che sono i figli che la ragazza ha avuto dai suoi ovuli fecondati e congelati ai tempi in cui aveva il cancro. Jo rimane sconvolta dalla notizia e si butta sorprendentemente in una relazione sessuale con Jackson Avery che nel frattempo ha lasciato Vic, la donna vigile del fuoco con cui aveva intrapreso una storia dopo aver lasciato Maggie. Richard intanto viene riammesso al Grey Sloan, dopo che sua moglie, per ripicca nei confronti dell'uomo e del fatto che a parer suo fosse troppo vicino a una sua amica di nome Gemma, compra il Pac North, costringendolo a obbedirle e di fatto a sottostare al suo controllo. I due ospedali vengono fusi e Richard decide di separarsi da Catherine. Miranda Bailey, quasi contemporaneamente ad Amelia, rimane incinta di Ben, ma perde il bambino poco dopo a causa di un aborto spontaneo che la traumatizzerà fortemente, ma non la priverà del desiderio di avere un altro figlio, al punto da "adottare" un ragazzo maggiorenne avuto come paziente in ospedale che sembra molto attaccato alla donna. La relazione fra Levi e Nico continua fra alti e bassi dato che il primo scopre che il secondo non ha ancora fatto coming out in famiglia. Nel finale di stagione si assiste ad una serie di colpi di scena: Richard, dopo aver perso la testa durante una conferenza sulla sua "penna del cammino" viene ricoverato d'urgenza e si scopre in seguito, dopo aver sospettato si trattasse di Alzheimer, che il cobalto della sua vecchia protesi all'anca, deteriorandosi, lo aveva praticamente intossicato. La brillante intuizione che gli salverà la vita viene fatta da DeLuca, che però inizia a presentare gli stessi disturbi bipolari di suo padre, al punto da essere allontanato dallo staff medico per un po' e di mandare all'aria la sua relazione con Meredith, che continua comunque a stargli vicino e a prendersi cura di lui così come sua sorella Carina. Maggie rincontra un suo ex specializzando, Winston, con il quale inizia una storia, mentre Owen, scopre per caso dei ripetuti tradimenti di Teddy con Koracick e decide di annullare le nozze progettate con lei e di lasciarla. Amelia dà alla luce suo figlio Scout Derek Lincoln.

### Diciassettesima stagione
Amelia e Link iniziano a occuparsi dei figli di Meredith che si ritrova a non poter entrare in sala operatoria e a lavorare per lunghi turni in terapia intensiva; Owen è sconvolto ed evita Teddy dopo il tradimento; Koracick gestisce gli specializzandi, ma dopo essersi ammalato di COVID-19, questo ruolo viene affidato a Richard Webber che si ricongiunge con Catherine dopo dei litigi. Meredith conosce meglio Hayes, ma improvvisamente ha un malore e viene portata in terapia intensiva perché ha il COVID, per questo è spesso incosciente. Sogna Derek Sheperd, il suo defunto marito, George O'Malley, Andrew DeLuca, Mark Sloan e Lexie Grey su una spiaggia. Tutti la aiutano a guarire e finalmente si sveglia; Miranda Bailey è sempre stressata per la pandemia, inoltre non vede mai suo marito Ben Warren perché lavorano sempre. Inoltre, perde sua madre a causa del COVID; Jo pensa di cambiare specializzazione perché non trova più nulla di bello in chirurgia generale e pensa di diventare ostetrica; Jackson è sconvolto dalla pandemia e aiuta delle giovani ragazze vittime di un traffico di esseri umani e inizia ad avere una storia con Jo Wilson e si accorgono di avere molte cose in comune; Maggie inizia una relazione con un suo vecchio amico Winston Ndugu, lui chiede a Maggie di sposarlo e lei accetta. Andrew DeLuca muore in seguito alle ferite riportate durante un tentativo di bloccare una persona che effettuava un traffico di esseri umani. La notizia della morte di un chirurgo ormai strutturato e caro amico dei chirurghi del Grey Sloan sconvolge tutti ma in particolare le matricole e Teddy Altman che sogna Allison, una sua vecchia fiamma morta a causa dell'attentato alle Torri Gemelle del 2001 e grazie a Meredith e DeLuca capisce di amare ancora Owen; Amelia e Link sono a casa da soli e parlano del loro matrimonio, ma Amelia crede di non essere pronta a sposarsi perché è una tossicodipendente e ha paura di drogarsi di nuovo, ma Link la aiuta a non farsi. Jackson, sempre più in crisi a causa della pandemia e delle proteste razziali, decide di parlare prima con suo padre e poi con April: ha deciso di voler cambiare il sistema e per farlo vuole andare a Boston e dirigere la fondazione. Parte così con April, tornata single, e con Tom, che si offre di aiutarlo.
Meredith dopo aver dormito per circa una settimana si sveglia senza dire mai a nessuno di aver incontrato Derek, George, Lexie, Mark, Richard, Andrew e Miranda mentre era in uno stato di incoscienza; Link propone ad Amelia di sposarlo ma lei rifiuta dicendo di aver bisogno di tempo, ma al matrimonio di Maggie e Winston le rifa la proposta con 4 anelli e rifiuta categoricamente. Link, affranto, andrà dall'amica Jo Wilson che nel frattempo ha comprato l'appartamento di Jackson Avery e ha venduto le sue azioni dell'ospedale a Tom Koracick; Meredith assieme a Teddy, una volta guarita dal COVID, esegue il suo primo trapianto dopo la malattia.

### Diciottesima stagione
Meredith è in Minnesota, ospite del dottor Hamilton, che la vuole nel suo team per la cura del Parkinson. Dunque Meredith inizia la ricerca con Amelia e Kai, il primo medico non binario della serie, e rincontra Nick Marsh, del quale si innamora. Hamilton, che aveva portato Meredith in Minnesota con la scusa di una biblioteca intitolata a Ellis, vuole in realtà farla trasferire permanentemente e Meredith si ritrova così a scegliere fra andarsene dal Grey Sloan e restare. Intanto, Amelia e Link chiudono definitivamente e lei inizia a frequentare Kai, mentre lui ha una breve parentesi amorosa con Jo, con la quale sta convivendo. Nel mentre, la dottoressa Wilson inizia la specializzazione in ostetricia con Carina DeLuca. Si valutano le conseguenze portate dal metodo "Webber", a causa del quale Levi Schmitt perde un paziente e cade in depressione. Sarà la madre del giovane medico a denunciare il metodo "Webber" sui social, facendo sì che il programma di specializzazione del Grey Sloan venga sospeso temporaneamente. In seguito, la dottoressa Bailey è costretta ad affrontare la grande carenza di medici e Hunt consegna illegalmente dei farmaci per il suicidio assistito a dei veterani. Infine l'ospedale fronteggia un'incredibile carenza di sangue e la Bailey scopre ciò che ha fatto Owen, intimandogli di dimettersi e fuggire con la famiglia perché lei dovrà chiamare la polizia. Meredith compie un intervento rischioso senza sangue a sufficienza e perde la paziente, causando anche la chiusura definitiva del programma di specializzazione del Grey Sloan. Fanno ritorno April e Jackson, il quale tenta di convincere Meredith a restare a Seattle, anche se lei è ormai sicura di andare con Nick in Minnesota. Amelia e Kai si riappacificano dopo avere litigato e Richard si ritira per un periodo sabbatico con la moglie Catherine, la quale sta affrontando nuovamente il cancro. La Bailey si dimette momentaneamente e offre a Meredith il posto di primario e così la protagonista si ritrova a non potere più andare in Minnesota e a cacciare Nick, anche se negli ultimi istanti sembra cambiare idea.

### Diciannovesima stagione
La stagione inizia sei mesi dopo gli ultimi accadimenti e vede la riapertura del programma di specializzazione con cinque nuovi specializzandi, che sono: Simone Griffith, la cui madre è morta anni fa in ospedale; Jules Millin che ha avuto una nottata con Link; Lucas Adams, nipote di Amelia e Derek; Mika Yasuda, che con otto fratelli si dice abituata a esser trascurata e sottovalutata, e Benson Kwan, uno specializzando generoso ma molto competitivo.
Durante una conferenza studentesca Zola ha un attacco di panico per la paura di perdere la zia e la madre a causa dell'Alzheimer. Giorni dopo facendo dei test capiscono che Zola ha un'intelligenza superiore alla norma e questa le causa gli attacchi di panico. Meredith cerca scuole per la figlia e ne trova una a Boston di cui la figlia si innamora e poi Jackson Avery le offre un lavoro in città. Inoltre, Miranda decide di avviare un ambulatorio di ginecologia, dopo aver visto insieme ad Addison le avversità che incontrano le donne negli stati dove è stato abolito l'aborto. Maggie, in crisi con Wiston, decide di lasciare Seattle.

### Ventesima stagione
Gli specializzandi Millin, Adams, Griffith, Yasuda e Kwan non se la stanno passando bene. Il supervisore Nick è molto arrabbiato perché, a causa del loro comportamento impulsivo, hanno perso una vita. Nick li obbliga a non esercitare fino a quando non avrà preso una decisione sul loro destino di medici. Ma quando mai gli assistenti della serie hanno dato retta ai loro superiori? Griffith e Adams si ritrovano poco dopo a salvare la vita a un uomo durante un incidente in cui sono a loro volta coinvolti. Nonostante gli avvertimenti, nessuno viene licenziato ma accade qualcosa di ben peggiore. Nick cede il suo posto a Miranda Bailey e, per i giovani professionisti, avere a che fare con “la nazista” non sarà una passeggiata.

### Ventunesima stagione
Miranda Bailey deve gestire una crisi sanitaria che mette a rischio la stabilità dell’ospedale. Richard Webber considera nuove opportunità lontano dal Grey Sloan, causando frizioni con i colleghi. Owen Hunt e Teddy Altman lavorano per ricostruire il loro rapporto, mentre Amelia Shepherd affronta una sfida medica che potrebbe cambiare il corso della sua carriera. Jo Wilson è coinvolta in un innovativo progetto di ricerca, collaborando con un affascinante specialista, e nuovi personaggi portano dinamiche inedite che influenzeranno il team.

## Episodi
| Stagione                 | Episodi | Prima TV USA | Prima TV Italia/Pubblicazione Italia |
| ------------------------ | ------- | ------------ | ------------------------------------ |
| Prima stagione           | 9       | 2005         | 2005                                 |
| Seconda stagione         | 27      | 2005-2006    | 2006                                 |
| Terza stagione           | 25      | 2006-2007    | 2007                                 |
| Quarta stagione          | 17      | 2007-2008    | 2007-2008                            |
| Quinta stagione          | 24      | 2008-2009    | 2009                                 |
| Sesta stagione           | 24      | 2009-2010    | 2009-2010                            |
| Settima stagione         | 22      | 2010-2011    | 2010-2011                            |
| Ottava stagione          | 24      | 2011-2012    | 2012                                 |
| Nona stagione            | 24      | 2012-2013    | 2013                                 |
| Decima stagione          | 24      | 2013-2014    | 2014                                 |
| Undicesima stagione      | 25      | 2014-2015    | 2014-2015                            |
| Dodicesima stagione      | 24      | 2015-2016    | 2015-2016                            |
| Tredicesima stagione     | 24      | 2016-2017    | 2016-2017                            |
| Quattordicesima stagione | 24      | 2017-2018    | 2017-2018                            |
| Quindicesima stagione    | 25      | 2018-2019    | 2018-2019                            |
| Sedicesima stagione      | 21      | 2019-2020    | 2019-2020                            |
| Diciassettesima stagione | 17      | 2020-2021    | 2020-2021                            |
| Diciottesima stagione    | 20      | 2021-2022    | 2021-2022                            |
| Diciannovesima stagione  | 20      | 2022-2023    | 2022-2023                            |
| Ventesima stagione       | 10      | 2024         | 2024                                 |
| Ventunesima stagione     | 18      | 2024-2025    | 2024-2025                            |

### Episodi speciali
Nel corso degli anni sono stati molti gli episodi speciali che hanno contribuito al successo della serie. A partire dalla sesta stagione, infatti, i produttori hanno deciso di dedicare uno, o più episodi a stagione, ad alcuni membri del cast:
- nella sesta stagione l'episodio Come eravamo ha l'obiettivo di approfondire alcuni aspetti delle personalità di Richard, Miranda e Callie. Attraverso una serie di flashback, infatti, vengono raccontate alcune vicende dei primi anni di specializzazione dei tre medici, in particolare, l'incontro fra Richard ed Ellis Grey (madre di Meredith), il difficile rapporto tra Miranda e una sua superiore e un caso medico piuttosto controverso a cui parteciparono Callie e Alex;
- nella settima stagione l'episodio L'ora d'oro è tutto incentrato sul personaggio di Meredith alle prese con un paziente e affiancata a Teddy;
- sempre nella settima stagione, l'episodio Una canzone per rinascere vede protagonista assoluta Callie, la quale rimane coinvolta in un incidente che quasi le costerà la vita; è l'unico episodio-musical dell'intera serie televisiva;
- nell'ottava stagione l'episodio Che c'è negli uomini è totalmente incentrato sui personaggi maschili della serie, ovvero Richard, Derek, Alex, Jackson, Mark e Owen;
- sempre nell'ottava stagione, l'episodio E se... è incentrato su un mondo parallelo sognato da Meredith, nel quale immagina cosa sarebbe successo se Richard avesse scelto di vivere la vita con Ellis.
- nella nona stagione l'episodio Fuori controllo è interamente dedicato a Meredith e Cristina alle prese con due differenti casi clinici, gli autori fecero questa scelta per elogiare il grande rapporto di amicizia formatosi nel corso degli anni non solo dai due personaggi ma anche dalle attrici stesse;
- nella decima stagione l'episodio Quando scusarsi non basta è incentrato nuovamente sul personaggio di Callie, alle prese con un processo per un presunto caso di negligenza; nell'episodio, inoltre, sono presenti alcuni flashback di momenti non visti durante la nona stagione, con l'obiettivo di fornire alcuni dettagli in più sul matrimonio tra Callie e Arizona;
- nell'undicesima stagione l'episodio Un rompicapo senza soluzione è incentrato sul personaggio di Maggie e il suo percorso di ambientamento nell'ospedale;
- sempre nell'undicesima stagione l'episodio Spezzati e piegati è incentrato ancora una volta sul personaggio di Callie, alle prese con i problemi del suo matrimonio con Arizona; questo episodio determina la chiusura del loro rapporto;
- nell'undicesima stagione l'episodio How to Save a Life è incentrato sul personaggio di Derek, dopo essere rimasto vittima di un brutto incidente stradale Derek viene ricoverato d'urgenza in un ospedale del posto, l'inesperienza e la superficialità dei medici a cui viene affidato segnano il destino del medico che muore al termine dell'episodio. La puntata segna anche l'uscita di scena dell'attore dal cast.
- nella dodicesima stagione l'episodio The Sound of Silence è incentrato sul personaggio di Meredith; l'episodio racconta la convalescenza della donna, brutalmente aggredita da un paziente.
- nella dodicesima stagione è presente un intero episodio, Non spezzarmi il cuore, dedicato alla storia d'amore tra April e Jackson andando a ritroso: si parte dal momento in cui i due devono firmare le carte del divorzio fino al primo giorno del loro tirocinio al Mercy West.
- nella tredicesima stagione è presente un intero episodio, La sala dove tutto accade, incentrato sui personaggi di Stephanie, Meredith, Webber e Owen. Un paziente senza nome riporta alla mente vecchi fantasmi dei quattro dottori: la giovane Stephanie, Derek e la sua morte per Meredith, la madre di Webber morta per un cancro quando lui aveva dieci anni e la sorella di Owen, scomparsa in guerra.
- sempre nella tredicesima stagione è presente un intero episodio, You Can Look Now (But You'd Better Not Touch), incentrato su Jo, Miranda Bailey e Arizona. Le tre donne si trovano in carcere per dare assistenza a una giovane donna alle prese con la gravidanza.
- Nella tredicesima stagione l'episodio Who Is He (And What Is He To You) è incentrato sui personaggi di April e Jackson, e si può considerare il sequel di quello nella dodicesima stagione (per questo viene chiamato Japril: The Sequel).
- Sempre nella tredicesima stagione In The Air Tonight incentrato sulla nascente coppia di Meredith e Nathan durante un volo aereo molto turbolento, in cui si ritroveranno a soccorrere altri passeggeri. Durante l'episodio sono presenti flashback del precedente incidente aereo e di Derek.
- Quattordicesima stagione, episodio 7: è il 300entesimo episodio di Grey's Anatomy e vengono ricordati Izzie, Cristina e George con dei pazienti molto simili. Meredith vince finalmente il sognato Harper Avery.
- L'episodio della quattordicesima stagione (Don't fear) the reaper è incentrato esclusivamente sul personaggio di Miranda Bailey, che si presenta al pronto soccorso del Seattle Presbyterian lamentando un infarto in atto e che, dopo essere stata ripetutamente ignorata dai medici, viene salvata da Richard e Maggie, nel frattempo intervenuti. Durante l'episodio, attraverso molti flashback, vengono rivissuti momenti già visti nelle stagioni precedenti che l'hanno particolarmente segnata (come la sparatoria, l'infezione da stafilococco e il disturbo ossessivo compulsivo). Vengono inoltre ripercorsi anche alcuni momenti della sua infanzia e adolescenza caratterizzati da una madre particolarmente apprensiva, atteggiamento dovuto alla precedente perdita della prima figlia, Danielle, prima ancora che Miranda nascesse.

Sempre nel corso delle varie stagioni sono stati molti anche gli episodi speciali che non sono dedicati a particolari personaggi ma che presentano particolari strutture narrative:
- nella sesta stagione l'episodio Ho visto ciò che ho visto è un episodio "interrogatorio"; durante una notte in pronto soccorso una paziente muore per colpa della negligenza di un medico, il capo e alcuni membri del consiglio di amministrazione dell'ospedale decidono quindi di interrogare tutti i medici di turno quella notte al fine di fare luce sull'accaduto, nel corso della puntata saranno tutte le versioni dei vari medici a mettere insieme i pezzi del puzzle;
- nel corso della settima stagione l'episodio Queste mie braccia è incentrato sul percorso di ripresa dell'ospedale dalla sparatoria avvenuta nel finale della sesta stagione, il tutto raccontato sotto forma di report giornalistico;
- nell'episodio E se.. dell'ottava stagione, in seguito a un sogno, Meredith vede quello che sarebbe successo se sua madre non si fosse ammalata di Alzheimer;
- nel corso della nona stagione l'episodio Ricordando il passato è dedicato a Meredith, Cristina, Derek, Arizona e Mark e ha lo scopo di fornire dettagli sul loro ritrovamento in seguito all'incidente aereo avvenuto durante il finale dell'ottava stagione, ed è quindi un episodio totalmente composto da flashback;
- l'episodio Sai chi sei? della decima stagione, incentrato sul personaggio di Cristina, è invece in stile Sliding Doors: ci mostra quali strade avrebbe potuto prendere la sua vita se nel corso degli anni avesse fatto scelte diverse;
- nell'episodio Fiori nati sulla mia tomba della quindicesima stagione compaiono i fantasmi di Ellis Grey, George, Mark, Derek, Lexie e Doc (il cane di Meredith morto nelle stagioni precedenti);
- Gli episodi Non abbiamo innescato il fuoco della quindicesima stagione e Vivere in una casa divisa della diciottesima stagione sono gli unici non ambientati in ospedale.

### Episodi catastrofe
Nel corso degli anni sono stati molti gli episodi "catastrofe" che hanno aiutato ad aumentare l'audience del programma. In alcuni casi questi episodi coincidono con la morte, o quasi, di uno o più personaggi della serie, di seguito vengono elencati tali episodi, la stagione di riferimento e i personaggi coinvolti:
| Stagione | Episodio          | Disastro                            | Spiegazione del disastro |
| -------- | ----------------- | ----------------------------------- | --- |
| 2        | 16-17             | Bomba in ospedale                   | Durante una normale giornata lavorativa in pronto soccorso arriva un uomo con una grave ferita di arma da fuoco seguito dalla moglie in grave stato di shock e un amico; dopo le dovute visite i medici scoprono che l'uomo ha all'interno della ferita il proiettile di un bazooka artigianale inesploso. L'unico modo per evitare l'esplosione è che il proiettile rimanga nella posizione in cui si trova senza il minimo spostamento, il paramedico che sta tenendo in posizione il proiettile, preso da un momento di panico, estrae la mano dal corpo del paziente costringendo Meredith a prendere il suo posto. Al termine del doppio episodio la bomba esplode uccidendo il capo della squadra artificieri. |
| 3        | 15-16-17          | Incidente di un ferryboat           | Miranda, Meredith, Izzie, George, Alex e Derek vengono mandati al porto di Seattle dove si è appena verificato un grave incidente che vede coinvolto un Ferryboat. Mentre cerca di salvare la vita a un uomo Meredith cade accidentalmente in acqua rischiando l'annegamento. |
| 5        | 24                | Incidente di George                 | Uno sconosciuto arriva all'ospedale con gravi ferite, così tanto gravi che nemmeno si riconosce. In seguito, grazie a un segno sulla mano di Meredith, con il segno "007" (soprannome di George), si scoprirà che lo sconosciuto è proprio lui. Tutti cercheranno di salvarlo, ma morìrà. |
| 6        | 23-24             | Sparatoria                          | Durante una normale giornata lavorativa un uomo armato entra in ospedale con l'intento di uccidere Lexie, Derek e Richard responsabili della morte della moglie. Nel corso del doppio episodio l'uomo ucciderà Charles Percy e Reed Adamson e ferirà gravemente Alex, Derek e Owen. |
| 7        | 17-18             | Incidente d'auto                    | Mentre sono in macchina e discutono, Callie e Arizona hanno un grave incidente dal quale Arizona uscirà quasi illesa mentre, al contrario, Callie viene portata in ospedale in fin di vita. |
| 8        | 23-24             | Incidente aereo                     | Meredith, Derek, Cristina, Arizona, Lexie e Mark sono vittime di un incidente aereo mentre si stanno recando in un altro ospedale per una importante operazione su due gemelle siamesi. Subito dopo lo schianto la prima vittima è Lexie che muore schiacciata da un'ala dell'aereo, dopo circa una settimana dispersi nei boschi i medici vengono ritrovati in forte stato di shock. Derek perde per un periodo la completa mobilità della mano dovendo smettere di operare, Arizona deve subire l'amputazione di una gamba e Mark muore a un mese dal ritrovamento dopo essere entrato in coma a causa dei danni subiti. |
| 9-10     | 9x23-24, 10x01-02 | Tempesta                            | I medici si preparano all'imminente arrivo di una super tempesta con venti simili a quelli di un uragano. Nel corso della prima parte del doppio episodio Meredith, incinta, cade dalle scale ferendosi ma senza riportare apparenti danni al bambino, al termine dell'episodio Meredith entra in travaglio ma durante il cesareo si evidenziano i danni riportati in seguito alla caduta che la obbligano a sottoporsi a un importante intervento per restare in vita. In seguito a un blackout Richard si dirige nel locale caldaie per ripristinare la luce ma rimane accidentalmente fulminato. Callie, Miranda, April, Owen, Jackson, Leah e Matthew assistono a un incidente che vede coinvolto un autobus pieno di persone che si stavano dirigendo in ospedale per trovare rifugio, durante il recupero dei feriti i medici rischiano la vita a causa dell'esplosione dell'autobus stesso. Gli episodi si concludono con i medici che salvano la vita a Richard e la morte di Heather, rimasta anch'essa ferita durante il tentativo di soccorrere Richard. |
| 11       | 21                | Incidente stradale multiplo         | Derek viene coinvolto in un incidente stradale dal quale ne esce come vittima. Dopo essere stato portato in un altro ospedale lo si vede, inizialmente paralizzato ma mentalmente cosciente, mentre mentalmente si rende conto dell'errata diagnosi dei medici che lo porterà alla morte cerebrale. Una volta arrivata in ospedale, Meredith decide di staccare la spina portandolo definitivamente alla morte. |
| 12       | 9                 | Aggressione in ospedale             | In seguito a un attacco di convulsioni, un paziente di nome Lou rimane incosciente per diversi minuti, ma si risveglia alzandosi automaticamente dal lettino. Meredith si trova sola nella stanza insieme al paziente e l'uomo, in uno stato confusionale, la aggredisce violentemente, facendole riportare numerosi danni in varie parti del corpo. Meredith inoltre rimane sorda per svariate settimane, oltre che muta a causa della rottura della mandibola provocatale da Jackson pur di farla respirare. Questa situazione, nonostante sia esasperante per la donna, le permette di riallacciare diversi rapporti anche dopo la guarigione. |
| 13       | 23-24             | Incendio in ospedale                | Uno stupratore è in ospedale, e quando vengono bloccate tutte le uscite, egli tenta di fuggire facendo scattare l'allarme anti-incendio. Tuttavia la specializzanda Stephanie Edwards gli spruzza addosso un'intera bottiglietta di alcol e va a fuoco. Quando si avvicina troppo a una bombola d'ossigeno, una gigantesca esplosione fa sbalzare via Stephanie che stava tentando di tenerlo a distanza. In seguito all'incendio scoppiato, Stephanie si ritrova intrappolata con una bambina e farà di tutto per salvare entrambi dalle fiamme. Riporterà alcune ustioni gravi, che la costringeranno a prendersi una pausa dalla chirurgia. Decide così di lasciare il Grey Sloan Memorial Hospital. |
| 14       | 8-9               | Hackeraggio del sistema informatico | A partire dai monitor cardiaci fino ai computer dell’ospedale, il sistema viene compromesso con lo scopo di ottenere Bitcoin affinché i computer vengano sbloccati nuovamente. |
| 15       | 8-9               | Blackout                            | A causa di una violenta tempesta di vento e pioggia, l'ospedale subisce un blackout e una paziente, a cui Meredith si stava affezionando poiché la motivava a voltare pagina e farsi una nuova vita dopo Derek, perde la vita per il soccorso impossibile da effettuare. |
| 16       | 9-10              | Crollo del muro del bar             | Nel corso dell'ultima scena dell'episodio 9 il muro del bar, ambientazione regolare della serie, crolla a causa dell'impatto improvviso di una macchina contro di esso, provocando gravi ferite ad alcuni membri dello staff del Grey Sloan. |
| 17       | 6-7               | Accoltellamento                     | DeLuca riconosce fuori dall'ospedale una donna coinvolta nel traffico di ragazze minorenni che era riuscita a fuggire tempo prima dall'ospedale (S16 E18). DeLuca, dopo essere stato accoltellato dalla donna, viene portato d'urgenza al Grey Sloan. Alla fine DeLuca muore. |
| 18       | 8-9               | Incidente d'auto                    | Durante il trasporto di un organo verso il Grey Sloan, Owen, Teddy e Hayes hanno un incidente; Teddy e Hayes riescono a uscire dall'auto mentre Owen precipita in una profonda scarpata. |
| 19       | 11-12             | Assalto all'ospedale                | Mentre Addison è a Seattle per insegnare alle nuove matricole, l'ospedale viene preso in ostaggio dagli attivisti contro l'aborto che mettono in pericolo la vita di molti medici, costringendo Teddy a decretare il lockdown. Proprio quando le proteste sembrano sedate, Addison e una specializzanda incinta vengono investite da un'auto pirata dei manifestanti. La specializzanda riporta gravi ferite che costringono i medici del Grey Sloan a intervenire d'urgenza per cercare di salvare la ragazza e il bambino. |
| 21-22    | 21x18, 22x01      | Situazione d'ostaggio               | Amelia, Lucas e Simone vengono tenuti in ostaggio dalla madre di una paziente in sala operatoria, la quale minaccia i medici con una bombola di acetilene qualora non riuscissero a salvare la figlia. Nonostante l'intervento di Amelia riesce con successo e la madre viene arrestata, l'episodio si conclude con un'esplosione, che lascia in bilico le vite di molti medici. |

## Personaggi e interpreti
Il programma è stato lodato per il suo cast non tradizionale. Shonda Rhimes, produttrice esecutiva della serie, ha infatti dichiarato di essere orgogliosa di aver usato la tecnica del blind-casting, ovvero di non aver concordato in precedenza l'origine etnica dei personaggi, scegliendo gli attori su basi prettamente recitative.
- Meredith Grey (stagioni 1-19, ricorrente 20-in corso), interpretata da Ellen Pompeo, doppiata da Giuppy Izzo.[8][9]
- Cristina Yang (stagioni 1-10), interpretata da Sandra Oh, doppiata da Sabrina Duranti.[10]
- Isobel "Izzie" Katherine Stevens (stagioni 1-6), interpretata da Katherine Heigl, doppiata da Barbara De Bortoli.[11]
- Alexander "Alex" Michael Karev (stagioni 1-16), interpretato da Justin Chambers, doppiato da Niseem Onorato.
- George O'Malley (stagioni 1-5, guest 17), interpretato da T. R. Knight, doppiato da Corrado Conforti.[12][13]
- Miranda Bailey (stagioni 1-in corso), interpretata da Chandra Wilson, doppiata da Barbara Castracane.
- Richard Webber (stagioni 1-in corso), interpretato da James Pickens, Jr., doppiato da Stefano Mondini.
- Preston Xavier Burke (stagioni 1-3, guest 10), interpretato da Isaiah Washington, doppiato da Massimo Bitossi.
- Derek Cristopher Shepherd (stagioni 1-11, ricorrente 17), interpretato da Patrick Dempsey, doppiato da Stefano Benassi.[14][15]
- Addison Montgomery (stagioni 2-3, guest 1, 4-8, ricorrente 18-19), interpretata da Kate Walsh, doppiata da Laura Boccanera.[16][17]
- Calliope "Callie" Iphigenia Torres (stagioni 3-12, ricorrente 2), interpretata da Sara Ramírez, doppiata da Francesca Fiorentini.
- Mark Sloan (stagioni 3-9, guest 2, 17), interpretato da Eric Dane, doppiato da Francesco Prando.[18]
- Alexandra "Lexie" Caroline Grey (stagioni 4-8, guest 3, 17), interpretata da Chyler Leigh, doppiata da Laura Latini (stagioni 3-8) e Valentina Perrella (stagione 17)
- Erica Hahn (stagioni 4-5, ricorrente 2, guest 3), interpretata da Brooke Smith, doppiata da Alessandra Korompay.
- Owen Hunt (stagioni 5-in corso), interpretato da Kevin McKidd, doppiato da Riccardo Scarafoni.
- Arizona Robbins (stagioni 6-14, ricorrente 5, guest 20), interpretata da Jessica Capshaw, doppiata da Stella Musy.[19]
- Teddy Altman (stagioni 6-8, 15-in corso, ricorrente 14), interpretata da Kim Raver, doppiata da Roberta Greganti.[20]
- April Kepner (stagioni 7-14, ricorrente 6, guest 17-18), interpretata da Sarah Drew, doppiata da Federica De Bortoli.[21]
- Jackson Avery (stagioni 7-17, ricorrente 6, guest 18-19, 21), interpretato da Jesse Williams, doppiato da Edoardo Stoppacciaro.[22]
- Josephine "Jo" Alice Wilson (stagioni 10-in corso, ricorrente 9), interpretata da Camilla Luddington, doppiata da Ilaria Latini.
- Shane Ross (stagione 10, ricorrente 9) interpretato da Gaius Charles, doppiato da Francesco Venditti.
- Stephanie Edwards (stagioni 10-13, ricorrente 9), interpretata da Jerrika Hinton, doppiata da Maria Letizia Scifoni.
- Leah Murphy (stagioni 10, ricorrente 9, 13) interpretata da Tessa Ferrer.
- Amelia Shepherd (stagioni 11-in corso, ricorrente 10, guest 7-8), interpretata da Caterina Scorsone, doppiata da Domitilla D'Amico.
- Margaret "Maggie" Pierce (stagioni 11-19, guest 10, 20), interpretata da Kelly McCreary doppiata da Angela Brusa.[23]
- Benjamin "Ben" Warren (stagioni 12-14, 21-in corso, ricorrente 6-11, 15-20), interpretato da Jason Winston George, doppiato da Tony Sansone.
- Nathan Riggs (stagioni 12-14), interpretato da Martin Henderson, doppiato da Massimiliano Manfredi.
- Andrew DeLuca (stagioni 12-17, guest 11), interpretato da Giacomo Gianniotti, doppiato da Marco Vivio.[24]
- Levi Schmitt (stagioni 16-20, ricorrente 14-15[25], 21), interpretato da Jake Borelli, doppiato da Alessandro Sanguigni.[26]
- Thomas Koracick (stagioni 16-17, ricorrente 14-15, guest 18-19, 21), interpretato da Greg Germann, doppiato da Fabrizio Pucci.[27]
- Atticus “Link” Lincoln (stagioni 16-in corso, ricorrente 15) interpretato da Chris Carmack, doppiato da Francesco Pezzulli.
- Cormac Hayes (stagioni 17-18, ricorrente 16), interpretato da Richard Flood, doppiato da Giuseppe Russo.
- Winston Ndugu (stagioni 17-in corso, guest 16), interpretato da Anthony Hill, doppiato da Flavio Aquilone.
- Nick Marsh (stagioni 18-19, ricorrente 20-in corso, guest 14), interpretato da Scott Speedman, doppiato da Simone D'Andrea.[28]
- Simone Griffith (stagioni 19-in corso), interpretata da Alexis Floyd, doppiata da Ughetta d'Onorascenzo.
- Benson "Blu" Kwan (stagioni 19-in corso), interpretato da Harry Shum Jr., doppiato da Lorenzo De Angelis.
- Jules Millin (stagioni 19-in corso), interpretata da Adelaide Kane, doppiata da Gea Riva.
- Mika Yasuda (stagioni 19-20, ricorrente 21), interpretata da Midori Francis, doppiata da Rossa Caputo.
- Lucas Adams (stagioni 19-in corso), interpretato da Niko Terho, doppiato da Federico Campaiola.

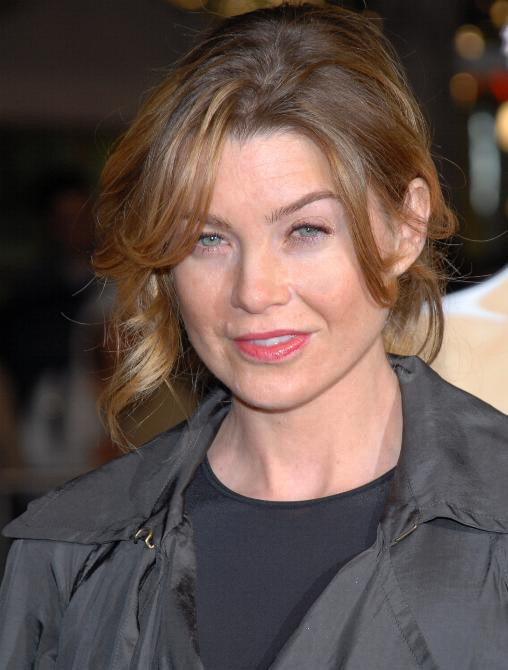
Ellen Pompeo interpreta Meredith Grey
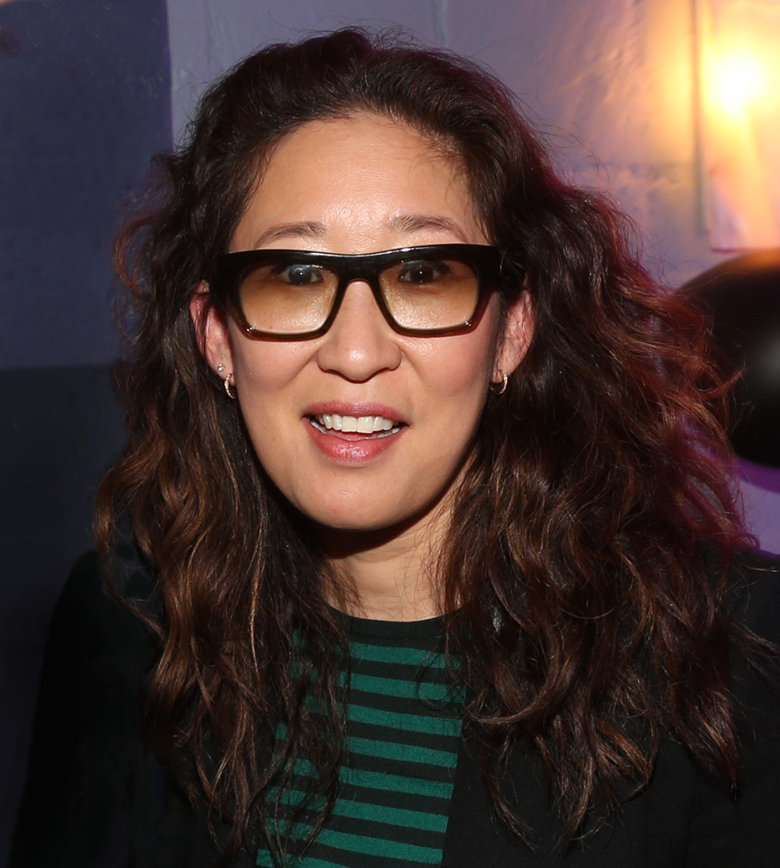
Sandra Oh interpreta Cristina Yang
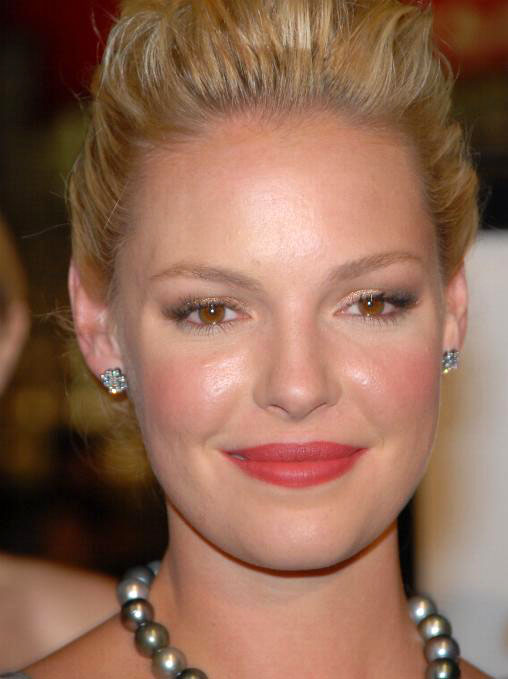
Katherine Heigl interpreta Isobel Stevens
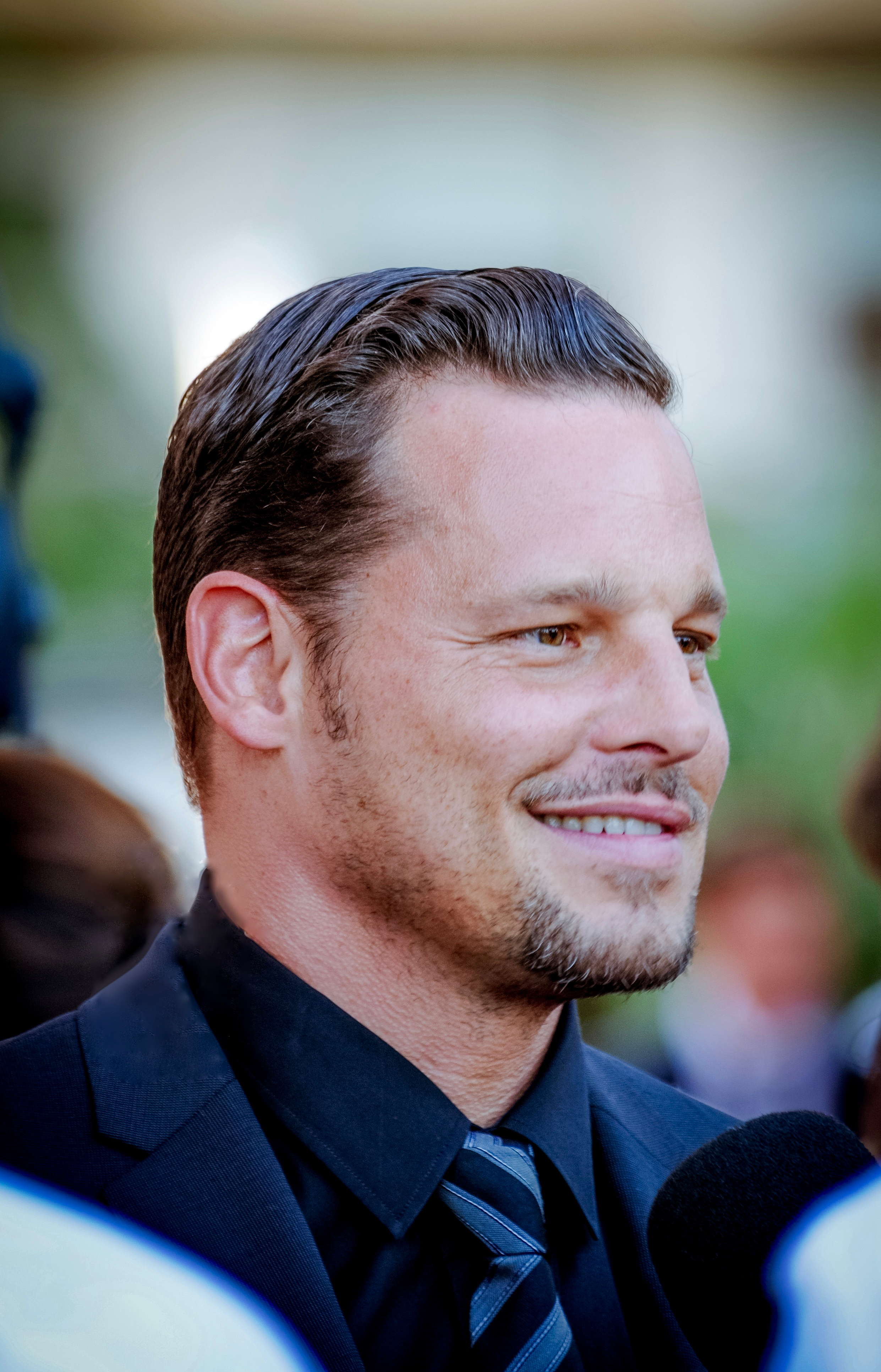
Justin Chambers interpreta Alex Karev
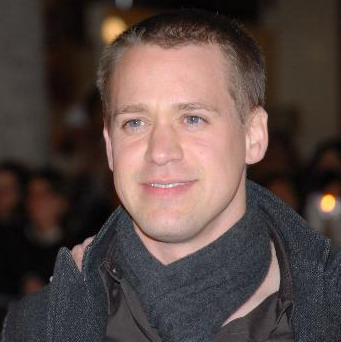
T. R. Knight interpreta George O'Malley
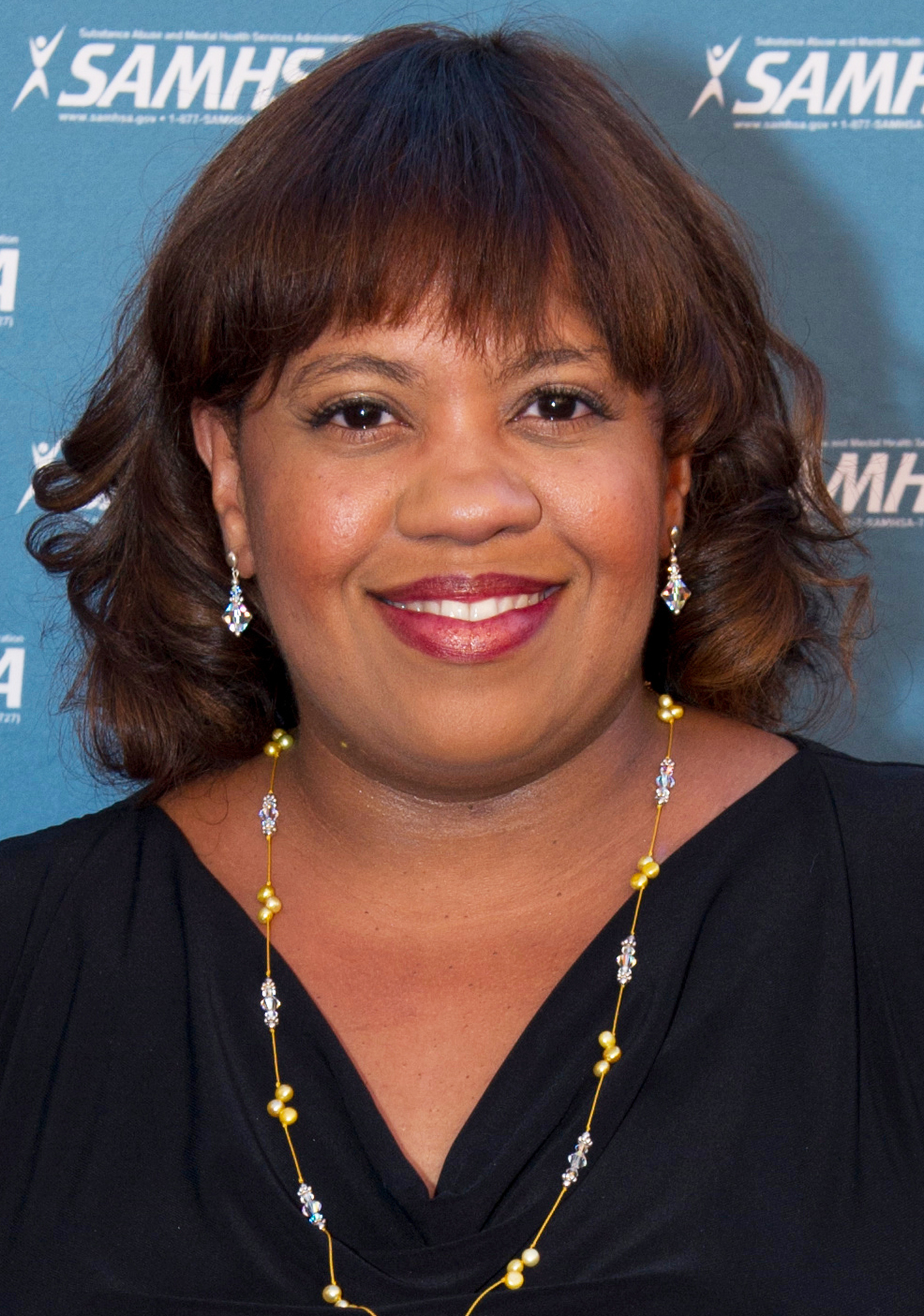
Chandra Wilson interpreta Miranda Bailey
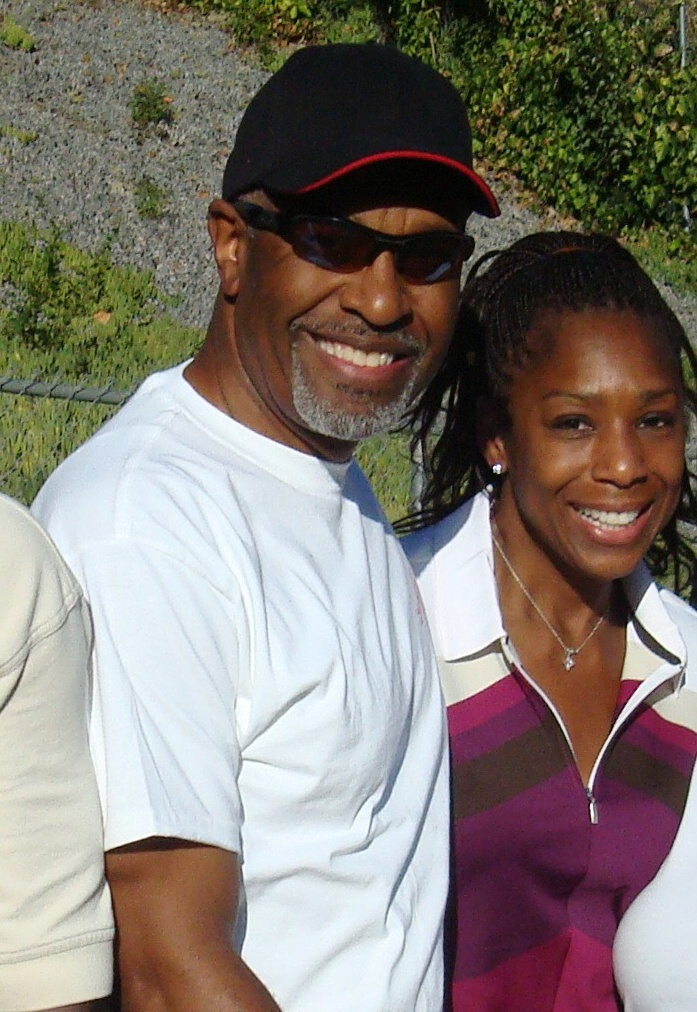
James Pickens, Jr. interpreta Richard Webber
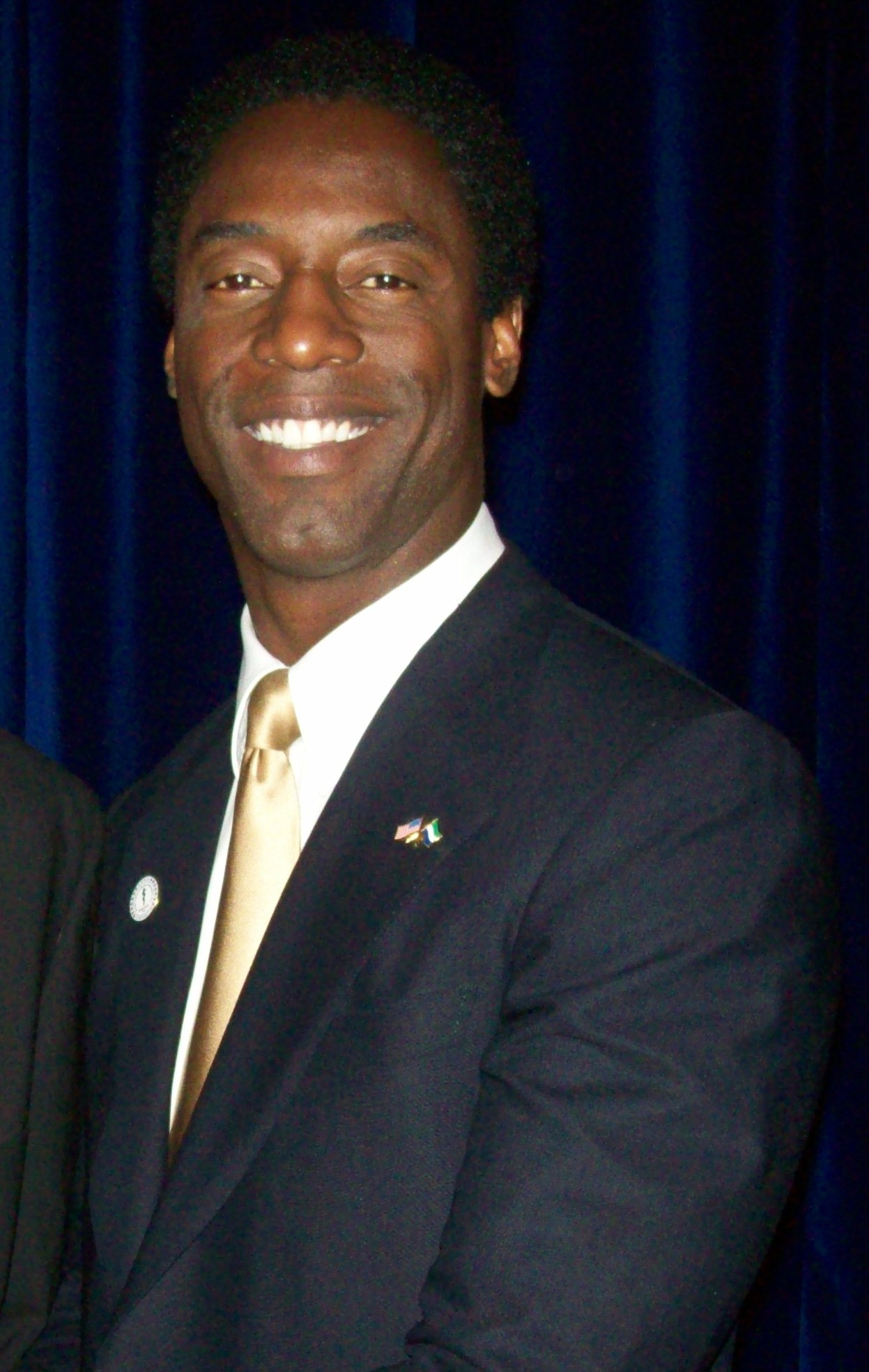
Isaiah Washington interpreta Preston Burke
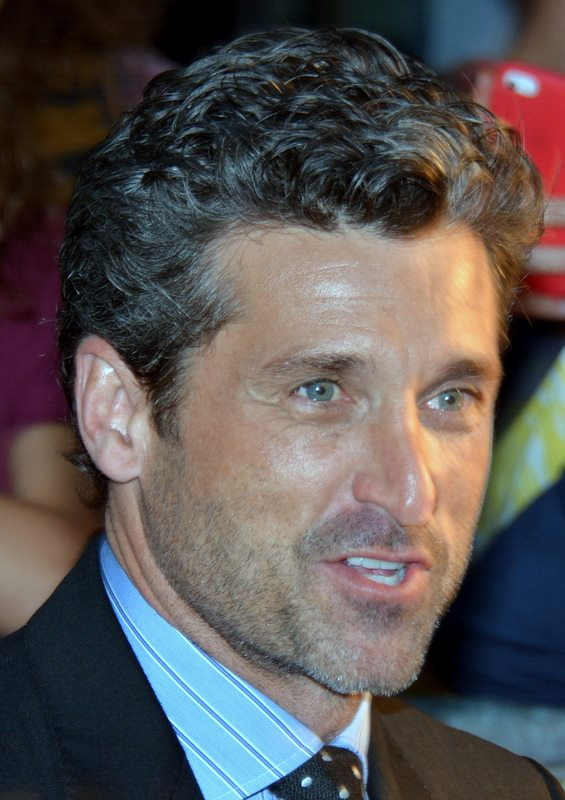
Patrick Dempsey interpreta Derek Shepherd
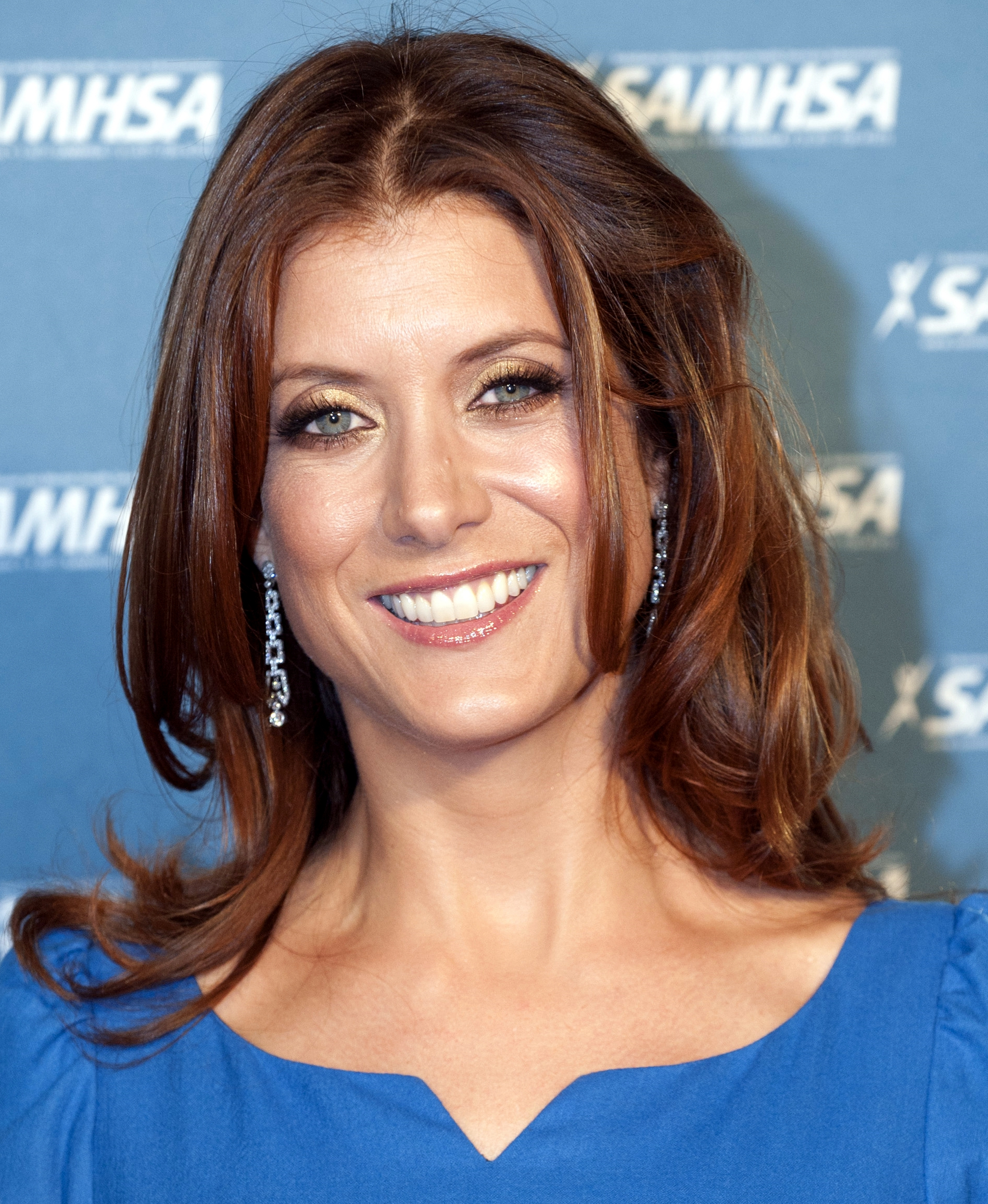
Kate Walsh interpreta Addison Montgomery
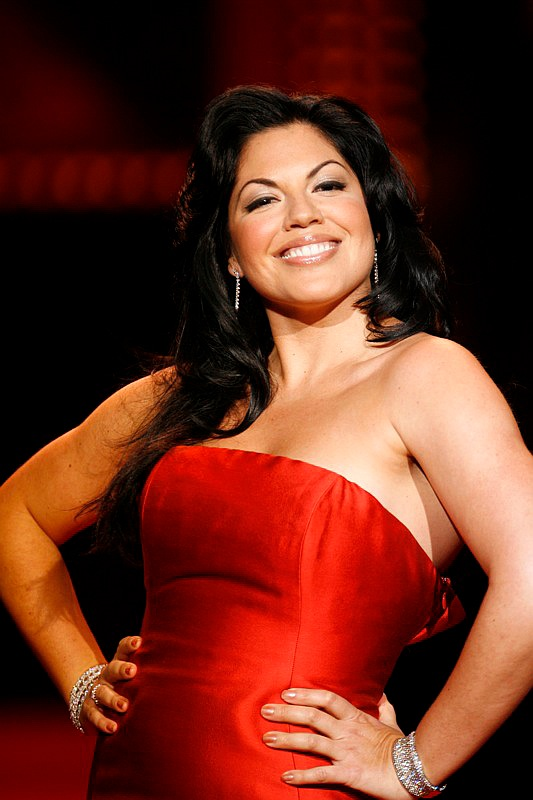
Sara Ramírez interpreta Callie Torres
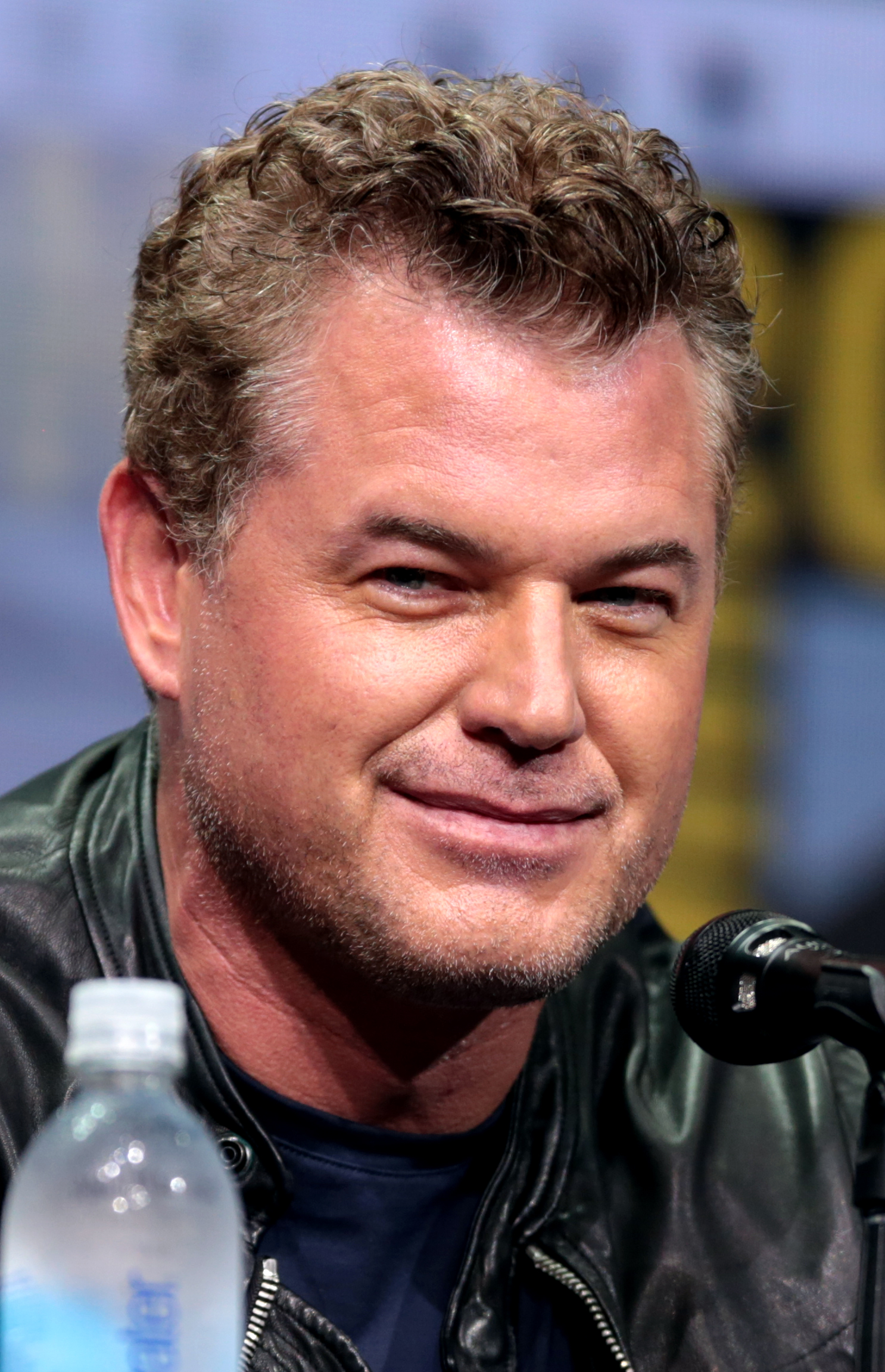
Eric Dane interpreta Mark Sloan
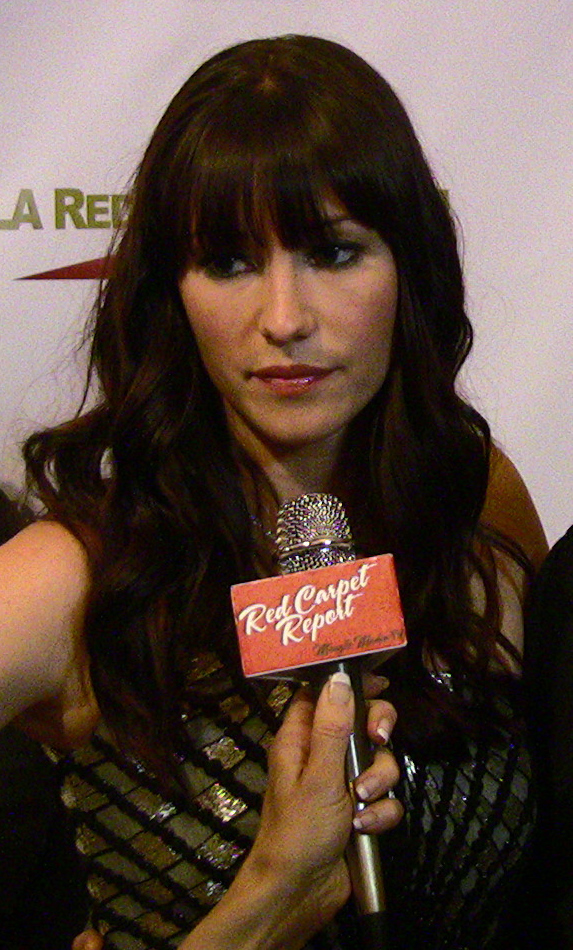
Chyler Leigh interpreta Lexie Grey
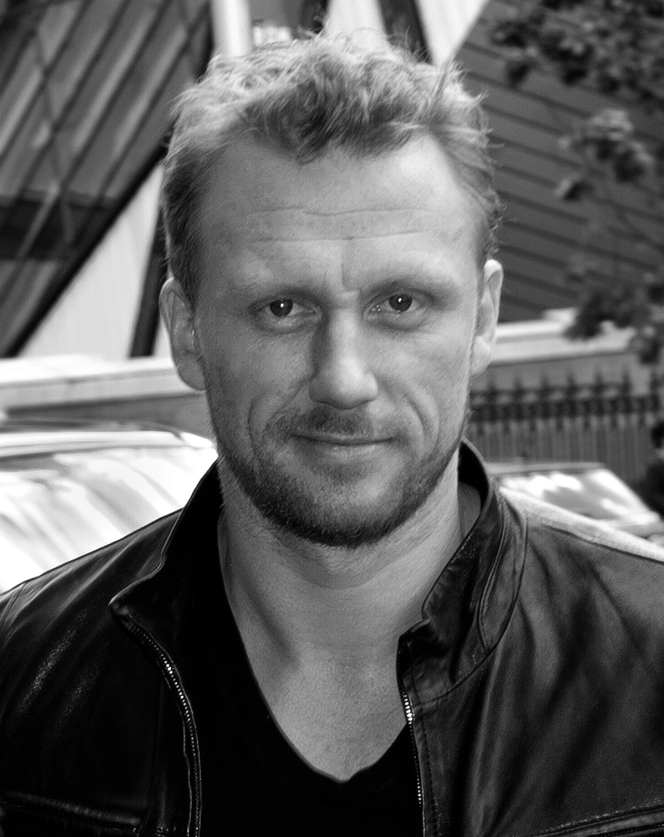
Kevin McKidd interpreta Owen Hunt
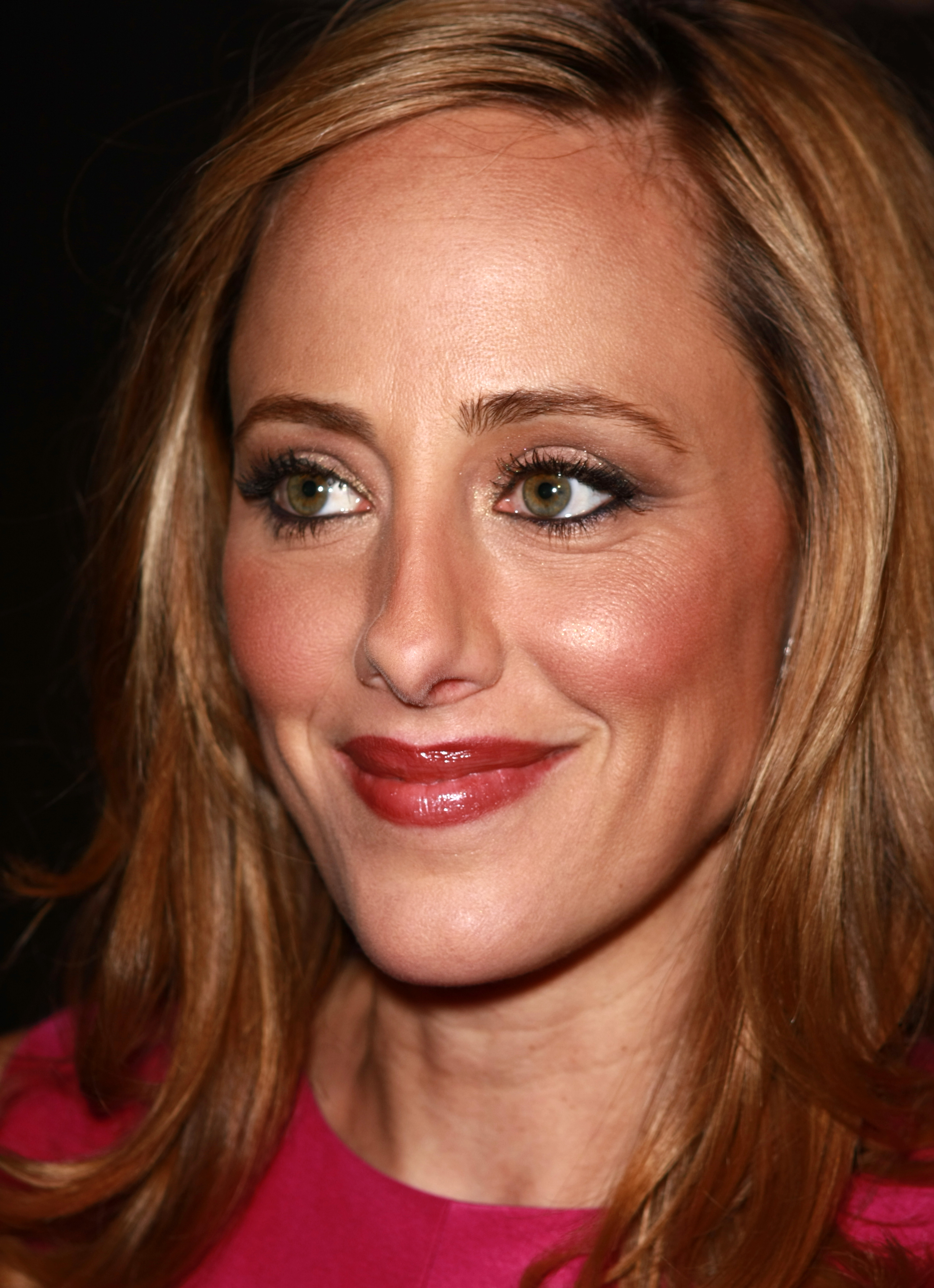
Kim Raver interpreta Teddy Altman
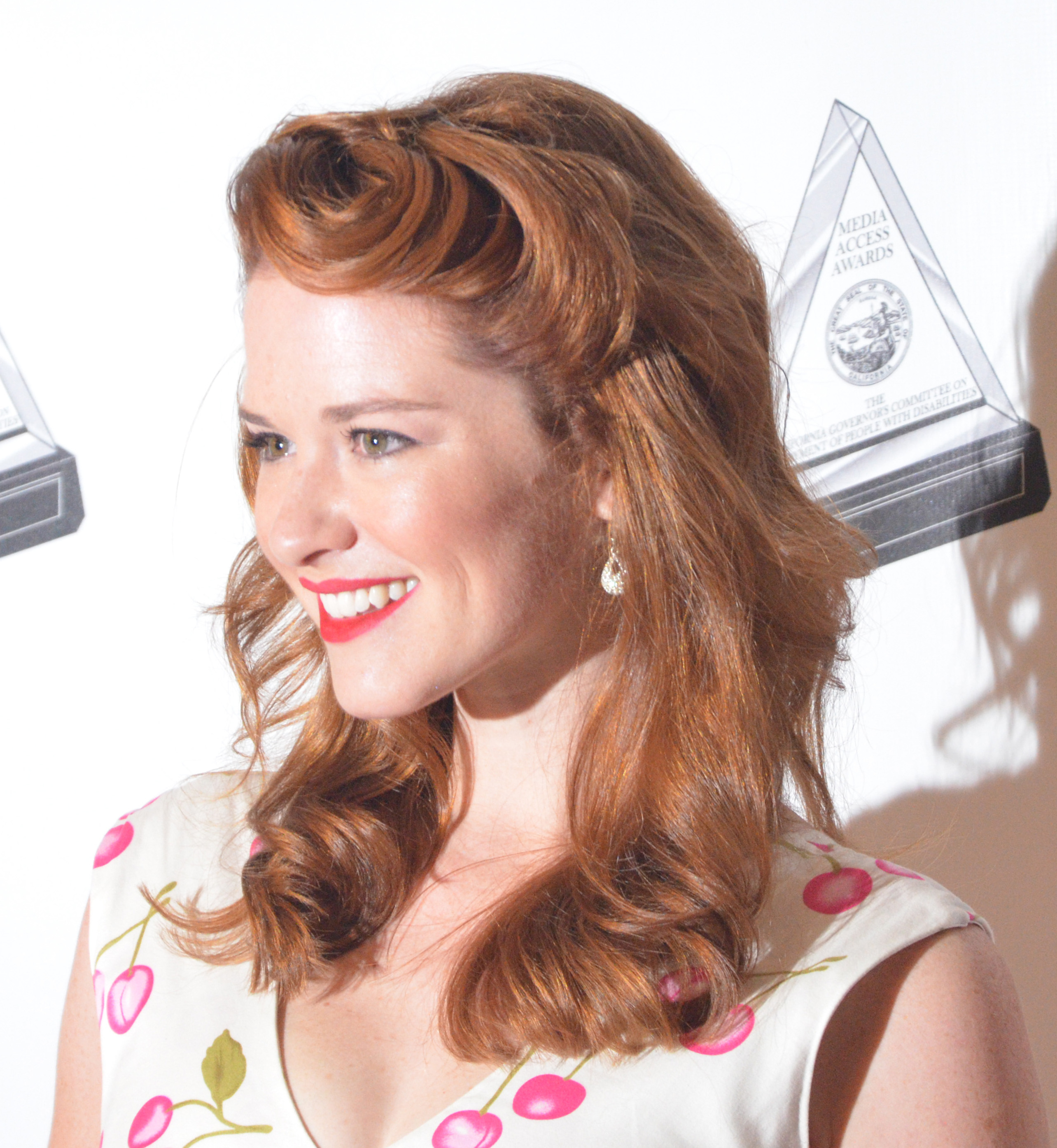
Sarah Drew interpreta April Kepner
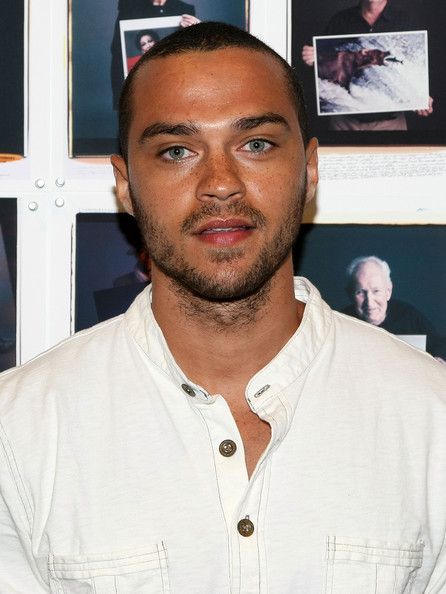
Jesse Williams interpreta Jackson Avery
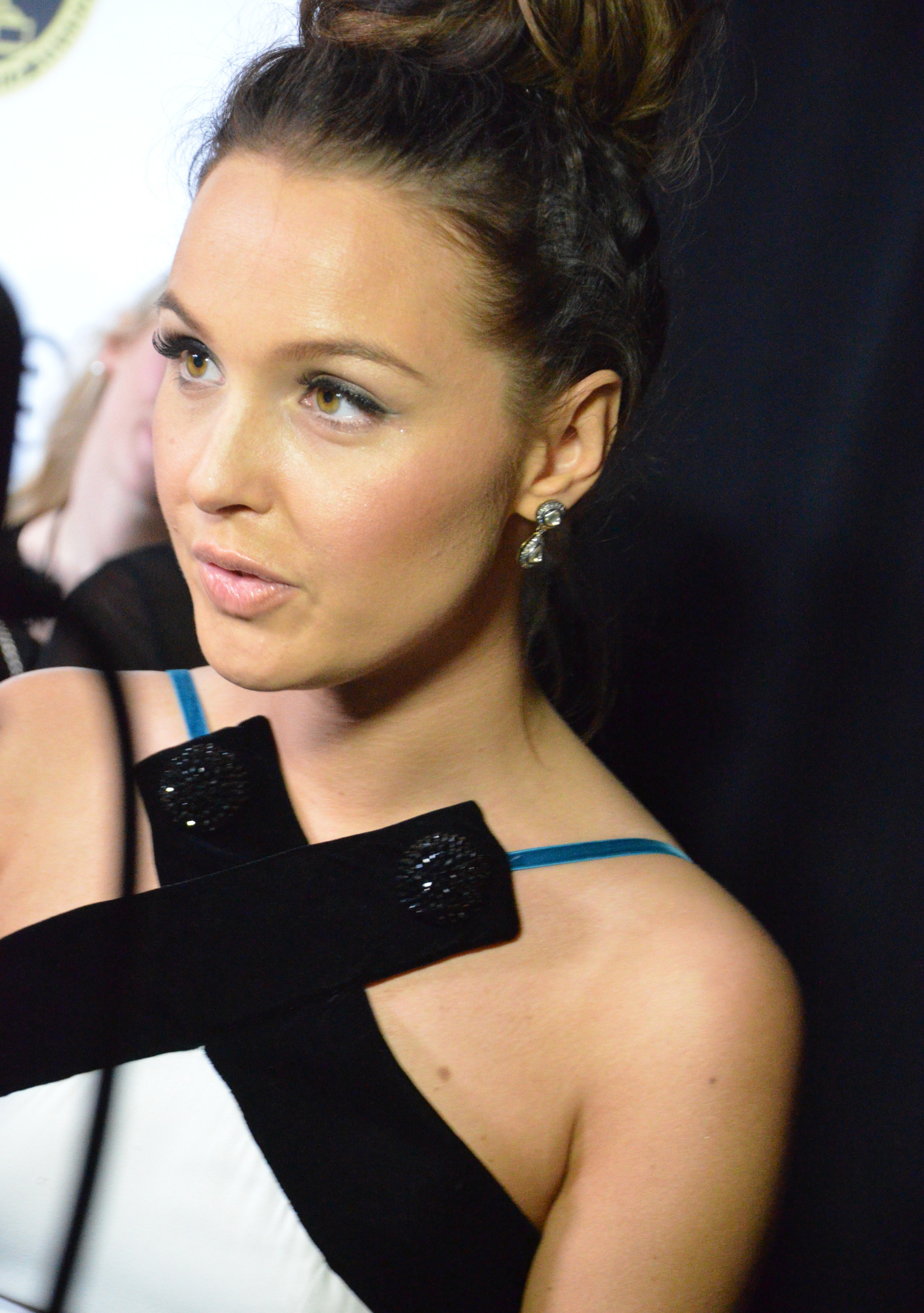
Camilla Luddington interpreta Josephine "Jo" Wilson
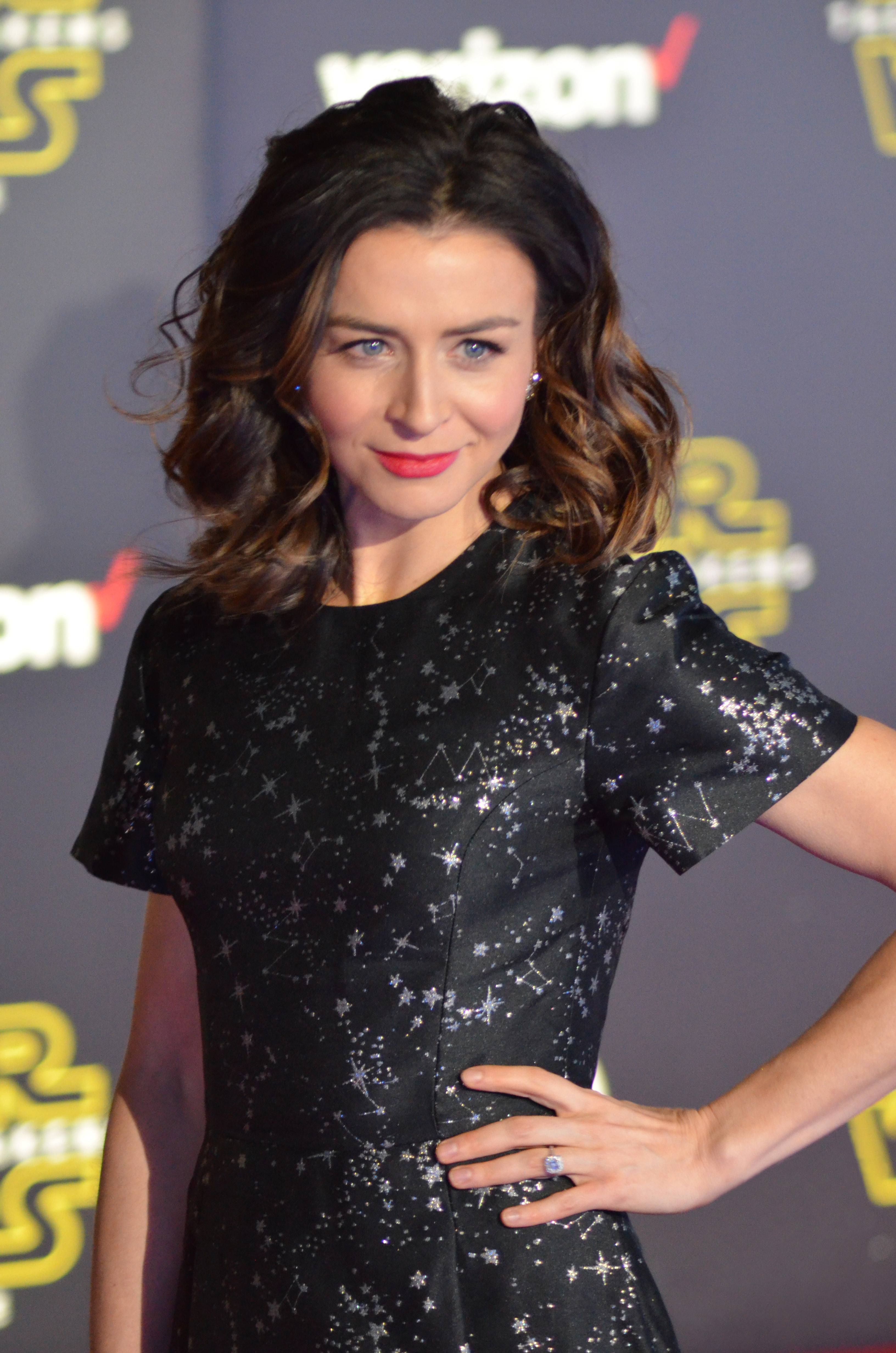
Caterina Scorsone interpreta Amelia Shepherd
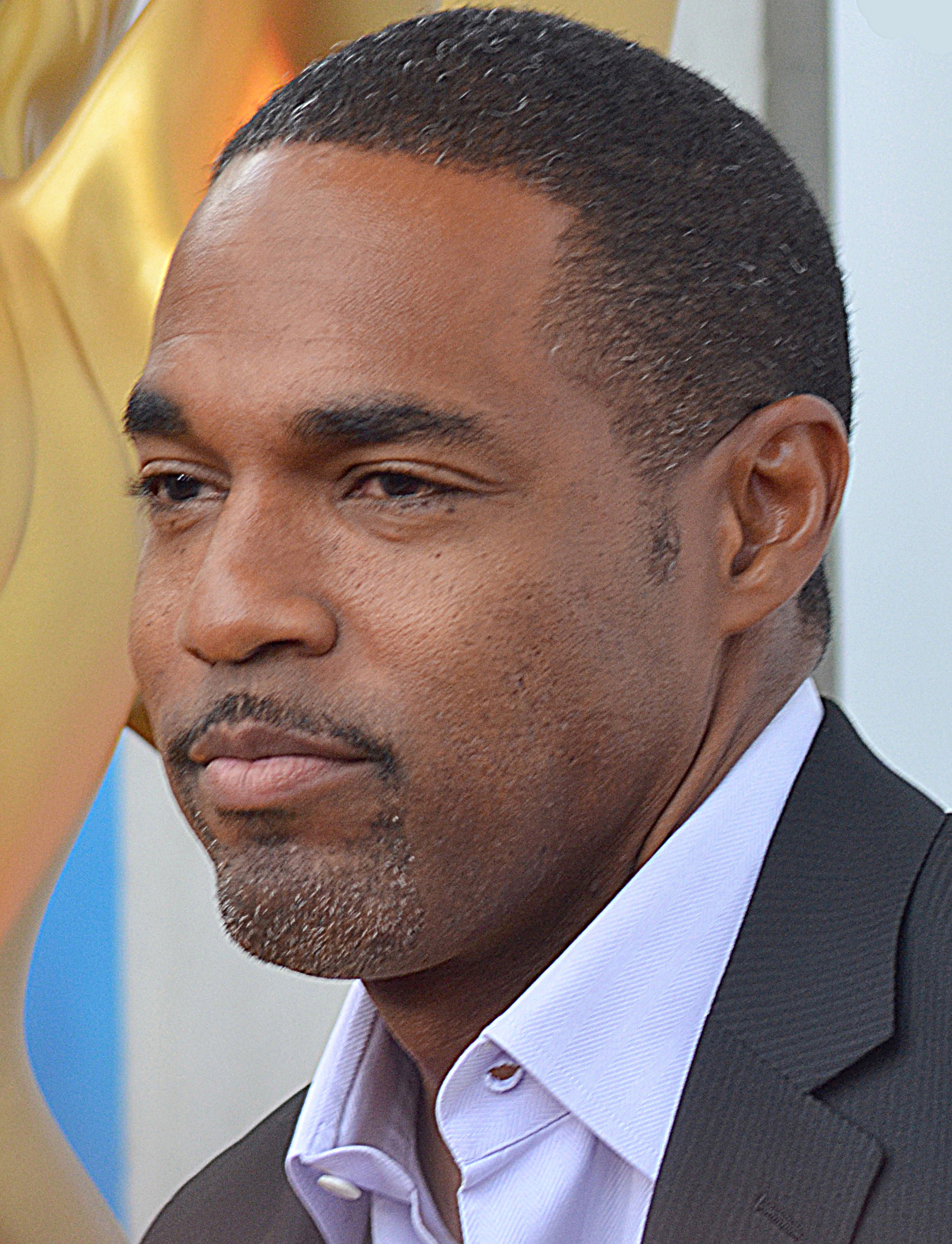
Jason George interpreta Benjamin Warren
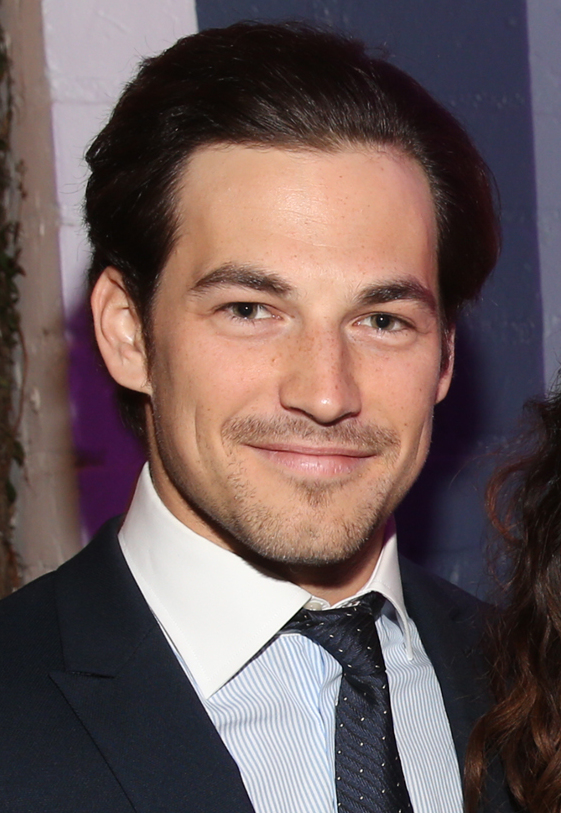
Giacomo Gianniotti interpreta Andrew DeLuca
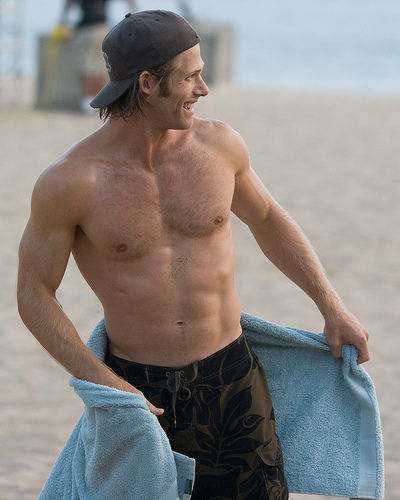
Chris Carmack interpreta Atticus Lincoln

## Produzione
Ideata e creata da Shonda Rhimes, la serie prese inizialmente il nome di pre-produzione Complication, per poi essere cambiato in Grey's Anatomy. Nonostante fosse nata per rimpiazzare il telefilm Boston Legal, la prima stagione di Grey's Anatomy venne seguita da oltre 16 milioni di telespettatori, mentre gli ascolti dell'ultimo episodio della prima stagione superarono i 22 milioni.

### Location

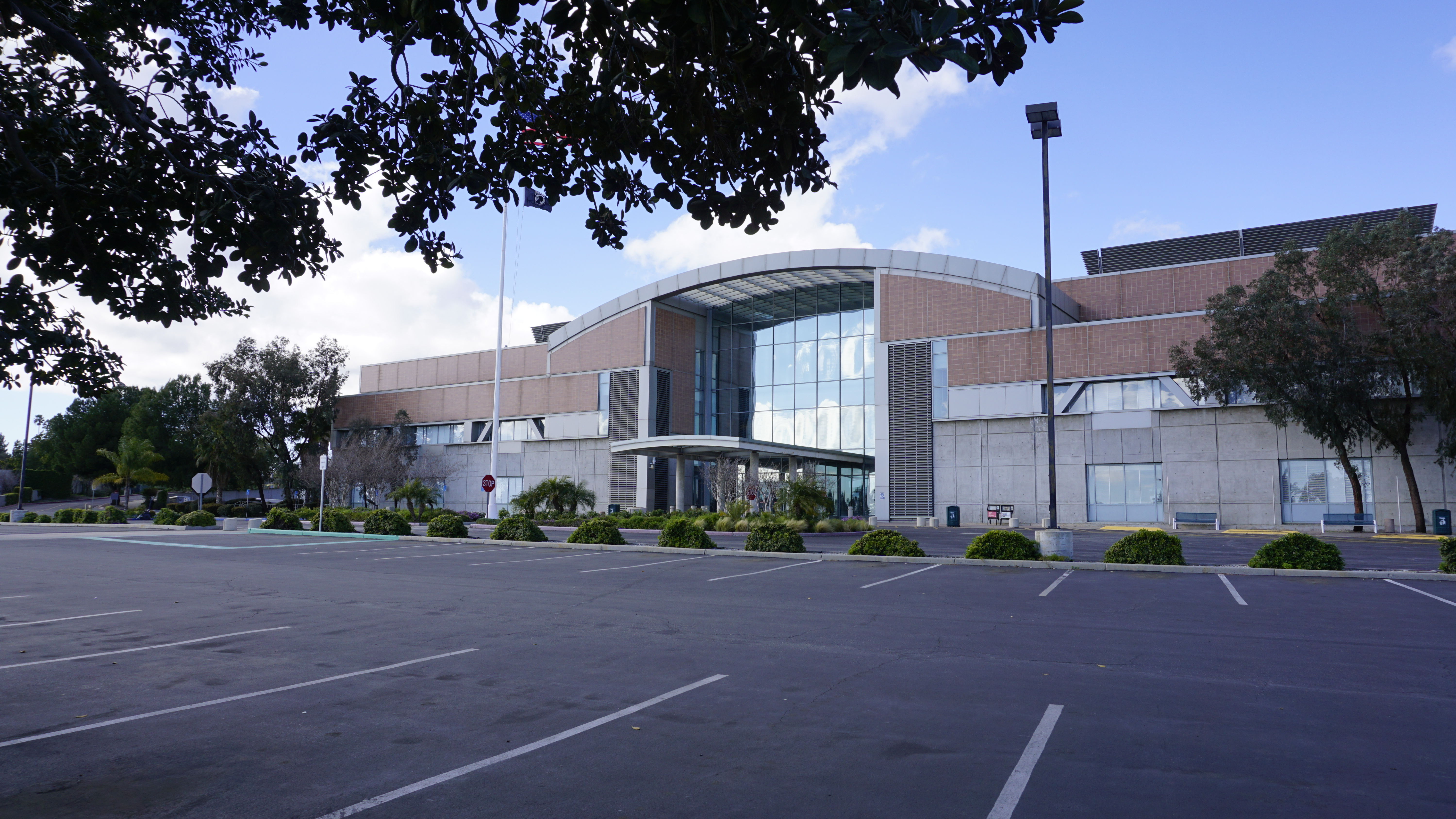
Il VA Sepulveda Ambulatory Care Center nel North Hills

Gli esterni del Seattle Grace Hospital (che dalla sesta stagione, a causa della fusione con l'ospedale rivale, prende il nome di Seattle Grace Mercy West Hospital, e successivamente dalla nona stagione viene rinominato Grey Sloan Memorial Hospital) e le scene ambientate sull'elisuperficie vengono girati nella sede della Fisher Communications e nelle sue filiali. Gli interni, invece, vengono girati nel VA Sepulveda Ambulatory Care Center nel North Hills in California. Altre scene vengono girate nei Prospector Studios di Los Angeles.

### Uscite dal cast

#### Kate Walsh
Kate Walsh (interprete di Addison Montgomery) ha lasciato il cast regolare della serie al termine della terza stagione, nel 2007, quando è diventata la protagonista dello spin-off Private Practice. In seguito Walsh è comunque ritornata in alcuni episodi di Grey's Anatomy in occasione di alcuni crossover tra le due serie quali Un pezzo del mio cuore della quarta stagione, Prima e Dopo e Un errore in buona fede della quinta stagione, Cambiamenti della sesta stagione, Una canzone per rinascere della settima stagione e E se... dell'ottava stagione. Torna come guest in alcuni episodi della diciottesima e della diciannovesima stagione.

#### Isaiah Washington
Nell'ottobre 2006 Isaiah Washington (interprete di Preston Burke) viene accusato di insulti omofobici nei confronti di T. R. Knight, dopo aver chiamato il collega «faggot» («frocio», «checca»), durante una discussione con Patrick Dempsey. Washington si scusò pubblicamente per lo «sfortunato uso di parole». Il fatto è però riemerso alla cerimonia dei Golden Globe 2007, quando, dopo la premiazione della serie, gli attori hanno risposto ad alcune domande poste dai giornalisti in sala stampa, e uno di questi ha chiesto chiarimenti sull'accaduto ma inaspettatamente, Washington negò l'episodio dichiarando: «No, non ho chiamato T. R. "frocio"». Una settimana dopo, Knight, oggetto dell'offesa, è stato ospite al programma The Ellen DeGeneres Show, dove ha dichiarato che sia lui sia altri colleghi avevano sentito Washington usare la parola durante l'incidente di ottobre. L'organizzazione LGBT GLAAD ha preteso le scuse di Washington. Il 7 giugno 2007 la ABC ha annunciato che non avrebbe rinnovato il contratto all'attore e che non sarebbe apparso nelle stagioni successive, dimostrandosi però favorevole per alcune brevi apparizioni di Washington nello show. Nell'episodio Vincere le paure della quarta stagione viene usata l'immagine del dottor Burke, suscitando nell'attore la richiesta di un risarcimento. Nel marzo 2014 la produzione annuncia che Washington prenderà parte, come guest star, a un episodio della decima stagione.

#### Brooke Smith
Il 3 novembre 2008, Entertainment Weekly riportò che, di lì a pochi giorni, l'attrice Brooke Smith (interprete della dott. Erica Hahn) avrebbe abbandonato il cast della serie. In risposta a tale notizia, Shonda Rhimes disse che sfortunatamente non era stata trovata «la magia e la chimica» tra il personaggio della Hahn e quello della dott. Callie Torres (interpretata da Sara Ramírez), rendendo così pubblica l'esclusione dell'attrice dal cast a partire dall'ottavo episodio della quinta stagione.

#### T. R. Knight
Il 27 maggio 2009 il sito web di E! riportò che T. R. Knight (interprete di George O'Malley) non avrebbe preso parte alla sesta stagione. Shonda Rhimes giustificò questa notizia dicendo che era solo per aumentare l'audience, ribadendo la sua stima per T. R. e per il suo talento. Il 17 giugno 2009, viene ufficializzata la notizia di abbandono della serie da parte di T.R., che appare per l'ultima volta nell'ultimo episodio della quinta stagione in cui si assiste alla morte del suo personaggio. Torna come guest in un episodio della diciassettesima stagione.

#### Katherine Heigl
Il 12 gennaio 2010 Katherine Heigl (interprete di Izzie Stevens) ha lasciato definitivamente il cast della serie dopo un'indecisione durata mesi, per potersi dedicare maggiormente alla figlia da poco adottata. Pochi mesi dopo, nell'agosto del 2010, la Heigl esprime la volontà di partecipare come guest star a un episodio per chiudere definitivamente la storyline tra la dottoressa Stevens e il dottor Karev, lasciata in parte aperta. A gennaio 2012 Shonda Rhimes fa sapere che la produzione pur essendo a conoscenza della volontà dell'attrice non ha in programma di far tornare il personaggio di Izzie Stevens nelle stagioni future dello show.

#### Chyler Leigh
Nell'aprile 2012 Shonda Rhimes fornisce delle piccole anticipazioni sull'episodio finale dell'ottava stagione, annunciando colpi di scena e soprattutto la morte di uno dei personaggi principali della serie. Il 17 maggio va in onda il finale di stagione, in cui fa la sua ultima apparizione l'attrice Chyler Leigh, poiché a morire è Lexie Grey, il personaggio da lei interpretato. Dopo la messa in onda dell'episodio, la Rhimes dichiara di aver concordato insieme alla Leigh l'uscita di scena definitiva di Lexie e ringrazia l'attrice per il lavoro svolto nel corso degli anni. Chyler Leigh conferma quanto detto dalla Rhimes dichiarando: «All'inizio di quest'anno ho deciso che questa sarebbe stata la mia ultima stagione. Mi sono incontrata con Shonda Rhimes per dare a Lexie un'appropriata conclusione», inoltre spiega di aver deciso di abbandonare la serie per dedicarsi maggiormente alla sua famiglia e a nuovi progetti futuri. Torna come guest in un episodio della diciassettesima stagione.

#### Kim Raver
Nel maggio 2012 Kim Raver (interprete di Teddy Altman) lascia il cast regolare della serie con la sua ultima apparizione nell'episodio conclusivo dell'ottava stagione. Dopo la messa in onda dell'episodio, Shonda Rhimes ha commentato questa uscita di scena affermando che è stata voluta dalla Raver stessa, alla quale fa i complimenti per il talento e la professionalità mostrata negli anni. Nel 2017, in vista della quattordicesima stagione, viene confermato il ritorno del personaggio di Teddy in un arco di episodi della nuova stagione che riguardano il ritrovamento e la storia di Megan, sorella di Owen e fidanzata di Nathan. Il 21 maggio 2018 viene comunicato che Kim Raver farà di nuovo parte del cast principale a partire dalla quindicesima stagione.

#### Eric Dane
A luglio 2012 Eric Dane (interprete di Mark Sloan) annuncia la sua uscita di scena dalla serie tv dopo i primi due episodi della nona stagione. L'uscita del personaggio è avvenuta in seguito a un incidente aereo in cui perse la vita anche Lexie Grey (interpretata da Chyler Leigh).Torna come guest in un episodio della diciassettesima stagione.

#### Sandra Oh
Nell'agosto 2013 la ABC annuncia la decisione di Sandra Oh (interprete di Cristina Yang) di lasciare la serie tv dopo la decima stagione, per chiudere un ciclo della propria carriera e dedicarsi a nuovi progetti lavorativi. La creatrice dello show Shonda Rhimes commenta la decisione ringraziando l'attrice per il lavoro svolto e promettendo di dare una degna conclusione alla storyline di Cristina.

#### Tessa Ferrer e Gaius Charles
Per problemi di budget, la produzione annunciò che nell'undicesima stagione non sarebbero stati più presenti Gaius Charles (Shane Ross) e Tessa Ferrer (Leah Murphy). Infatti nel penultimo episodio si assiste al licenziamento di quest'ultima, che ottiene però da Webber un lavoro in un laboratorio di ricerca gestito da una conoscente; mentre nel caso dello specializzando Ross, nel finale di stagione questi si trasferisce a Zurigo insieme a Cristina per lavorare nella sua nuova clinica specializzata in cardiochirurgia. Ciò nonostante, nella tredicesima stagione, Tessa Ferrer tornerà come personaggio ricorrente per poter imparare tecniche di cardiochirurgia dalla dottoressa Pierce. Infatti, la Murphy dopo il licenziamento ha continuato con successo la specializzazione in un altro ospedale; il personaggio non tornerà nella quattordicesima stagione.

#### Patrick Dempsey
Benché avesse rinnovato il contratto per altri due anni dopo la decima stagione, Patrick Dempsey (interprete di Derek Shepherd) ha deciso di lasciare la serie facendo la sua ultima apparizione nel ventunesimo episodio dell'undicesima stagione, dove si assiste alla morte del personaggio in seguito a un incidente stradale. L'annuncio è avvenuto il 23 aprile 2015. Torna come guest in alcuni episodi della diciassettesima stagione.

#### Sara Ramírez
L'uscita dal cast da parte dell'attrice Sara Ramírez (interprete di Callie Torres) è stata ufficializzata il 19 maggio 2016, in concomitanza con la messa in onda del finale della dodicesima stagione. La dottoressa Torres, dopo aver perso la battaglia legale per l'affidamento di Sofia Robbins Sloan Torres riuscirà a trovare un punto d'incontro con l'ex moglie, Arizona Robbins, e abbandonerà il Grey Sloan Memorial Hospital per seguire la fidanzata Penny a New York.

#### Jerrika Hinton
Il 30 gennaio 2017 viene confermato che il personaggio di Stephanie Edwards, interpretata da Jerrika Hinton, non sarebbe tornata nel cast principale per la quattordicesima stagione della serie; il personaggio appare come regolare per l'ultima volta nel finale della tredicesima stagione. L'attrice ha deciso di lasciare la serie perché sarà la protagonista di una nuova serie della HBO.
Il suo personaggio esce di scena dopo che la dottoressa Edwards riesce a salvare lei e una bambina da un incendio provocato da lei stessa per difendersi da uno stupratore che le teneva in ostaggio. Stephanie decide, così, di lasciare l'ospedale, con l'idea di voler esplorare il mondo.

#### Martin Henderson
Durante il quinto episodio della quattordicesima stagione, il personaggio di Nathan Riggs, interpretato da Henderson, esce di scena trasferendosi a Los Angeles con la sua ex fidanzata e sorella di Owen, creduta morta per un decennio. L'attore, ha commentato la sua uscita di scena, dicendo che il suo contratto durava due anni, e non è stato rinnovato. La decisione è stata presa da Shonda Rhimes, creatrice e produttrice della serie.

#### Sarah Drew e Jessica Capshaw
Il 9 marzo 2018 l'attrice Sarah Drew, interprete di April Kepner, dà notizia tramite Instagram del suo improvviso abbandono dello show; allo stesso tempo anche la collega Jessica Capshaw, interprete di Arizona Robbins, posta sullo stesso social il suo addio alla serie. In seguito, la loro uscita dal cast è stata giustificata con la mancanza di budget e con l'esaurirsi delle storyline per i loro personaggi. Sarah Drew è tornata come guest nell'episodio della diciassettesima stagione, che riguarda l'uscita dal cast di Jesse Williams, e ancora nell'ultimo episodio della diciottesima stagione.

#### Jason George
L'attore esce dal cast principale al termine della quattordicesima stagione, per diventare protagonista del nuovo spin-off della serie, Station 19. Il suo personaggio, Ben Warren, continua ad apparire nelle stagioni successive.

#### Justin Chambers
Il 10 gennaio 2020, Justin Chambers, interprete del Dr. Alex Karev dal primo episodio, comunica il suo abbandono della serie dopo sedici stagioni ininterrotte, mosso dal desiderio di esplorare nuove possibilità artistiche. Viene in seguito rivelato che l'ultima puntata filmata dall'attore è stato l'ottavo episodio della 16ª stagione, in cui Meredith riceve la riabilitazione per tornare a essere medico. Nell'episodio successivo, Jo rivela che Alex è tornato dalla madre per prendersene cura circa la sua malattia mentale. Ma nel sedicesimo episodio della sedicesima stagione Meredith Grey, Jo Karev, Richard Webber e Miranda Bailey ricevono una lettera da parte di Alex in cui dichiara di essere tornato da Izzie in quanto si è fatta impiantare gli embrioni fecondati da Alex che furono congelati dopo che a Izzie fu diagnosticato il melanoma, in seguito alla nascita di due bambini, Alex chiamò Izzie per una testimonianza a favore di Meredith per la riabilitazione della licenza e mentre Alex e Izzie erano al telefono Alex udì la voce dei bambini e capì che quelli erano i suoi figli. Nella lettera che mandò a Jo dopo aver detto dei bambini ammette di essere ancora innamorato di lei ma Izzie ha i suoi bambini e quindi le chiede il divorzio.

## Colonna sonora
La musica è una parte rilevante di Grey's Anatomy. Il titolo di ogni episodio è infatti tratto da una canzone (soprattutto del genere pop) e, in ogni episodio, vengono utilizzate molte canzoni conosciute o celebri.
Il tema della sigla d'apertura e di chiusura è un frammento del brano Cosy in the rocket del duo elettropop Psapp. La canzone è stata inserita nel volume 1 della colonna sonora della serie.
Grey's Anatomy è stato lo strumento del successo di Chasing Cars degli Snow Patrol e di How to Save a Life dei The Fray, entrambe entrate nei primi posti delle classifiche in seguito al programma. In particolare, How to Save a Life ha aumentato del 300% le vendite, venendo usata anche nelle anteprime statunitensi di Grey's Anatomy e nei video promozionali della serie.
La cantante Emilíana Torrini ha scritto un pezzo inedito per un episodio, mentre altri come Taylor Swift hanno dato al telefilm l'esclusiva dei loro pezzi musicali come Gary Lightbody.
Nel 2007, il secondo volume della colonna sonora di Grey's Anatomy è stato candidato ai Grammy Award nella categoria Best Compilation Soundtrack Album for Motion Picture, Television or Other Visual Media.

## Ambientazione

Vista interna del Seattle Grace Hospital (st. 1-6), in seguito Seattle Grace Mercy West Hospital (st. 6-9) e Grey Sloan Memorial Hospital (st. 9-in corso).

La serie è ambientata per la maggior parte del tempo all'interno del Seattle Grace Hospital. Nella sesta stagione avviene la fusione con il Mercy West, cosa che dà origine al Seattle Grace Mercy West Hospital (abbreviato SGMWH). Nella nona stagione il nome viene ulteriormente cambiato in Grey + Sloan Memorial Hospital in onore di Lexie Grey e Mark Sloan, due medici dell'ospedale deceduti nell'incidente aereo dell'ottava stagione. L'ospedale è teatro di numerosi eventi: dai casi clinici particolari, come quello di un uomo che possiede una bomba nel torace, a vere e proprie sparatorie, come quella avvenuta negli episodi Santuario e Vivere o morire.
Nel corso degli episodi inoltre vengono inquadrate le abitazioni dei personaggi e il bar di Joe (Emerald City Bar), luogo di ritrovo di fronte all'ospedale.
Gli esterni del Seattle Grace Hospital, comprese le scene ambientate sull'elisuperficie, sono girati nella sede della Fisher Communications e nelle sue filiali. Gli interni, invece, vengono girati nel VA Sepulveda Ambulatory Care Center nel North Hills in California. Altre scene vengono girate nei Prospector Studios di Los Angeles.

## Panoramica della serie

### Sequenza di apertura
Nella versione statunitense, così come nelle versioni trasmesse nella maggior parte dei paesi, la sigla musicale della serie è il brano Cosy in the Rocket del duo Psapp.
La sequenza di immagini di apertura nella prima stagione inizia con un'inquadratura degli spogliatoi del personale medico, successivamente la vista passa a un kit medico comprendente delle forbici chirurgiche e due bisturi, una mano femminile prende una di queste forbici e nell'inquadratura successiva si può vedere che l'oggetto che tiene in mano in realtà è un piegaciglia. Nell'inquadratura successiva si vede un vestito di una donna che viene allacciato e subito dopo si vede un camice medico che viene allacciato. La vista passa poi a una sacca di flebo; la telecamera segue per qualche secondo il tubo di plastica a essa collegato e la vista passa a un drink. L'inquadratura finale mostra un uomo e una donna sotto un telo mortuario e compare la scritta Grey's Anatomy, infine una tendina viene calata davanti alla telecamera e l'ultima cosa che si vede è una scarpa col tacco rossa; la sequenza viene ripresa nella quattordicesima stagione nell'episodio numero 300 della serie.
Ogni episodio finisce invece con la scritta Grey's Anatomy su uno sfondo nero, con l'eccezione dell'episodio Siamo così della settima stagione e Apocalisse (Codice nero) della seconda stagione, in cui l'episodio finisce sempre con il logo della serie ma nuovamente su uno sfondo bianco.

Logo originale della serie

Nella seconda stagione la sigla viene cambiata e dopo l'inquadratura degli oggetti usati in una sala operatoria, si vede un chirurgo che, dopo aver preso un oggetto o un organo da un paziente, cammina verso la porta di uscita della sala. L'inquadratura si sposta subito dopo in un ristorante con un cameriere che ha in mano una bottiglia di champagne. La conclusione dopo è sempre la stessa: rimane la vista delle due persone sotto il telo mortuario e più tardi si passa alla scritta Grey's Anatomy.
Nell'episodio pilota Quando il gioco si fa duro, e dalla metà della seconda stagione in poi, ogni episodio si apre semplicemente con la scritta "Grey's Anatomy" su uno sfondo bianco e si chiudono con la stessa scritta su uno sfondo nero. Questa sequenza è stata utilizzata per tutte le stagioni seguenti; anche nella seconda stagione la canzone Cosy in the Rocket rimane ma, a partire dalla terza stagione, scompare e durante i pochi secondi in cui viene mostrata la scritta, si sentono i rumori della scena seguente, spesso voci dei personaggi.
Durante l'ottava stagione la sigla cambia di nuovo e questa volta, dopo la scritta Grey's Anatomy su uno sfondo bianco, compare un'altra scritta (sempre su uno sfondo bianco) con scritto: "Created By Shonda Rhimes" (ossia: creato da Shonda Rhimes). In alcuni episodi lo sfondo della sigla iniziale è diverso, ad esempio nell'ultimo episodio della decima stagione, che coincide con l'ultimo episodio in cui compare Cristina Yang, è costituito da un collage di foto del personaggio. Oppure nel ventiduesimo episodio dell'undicesima stagione lo sfondo è nero come quello della sigla di chiusura.

### Le gerarchie ospedaliere e l'adattamento
Nella versione italiana di Grey's Anatomy alcuni termini relativi alle gerarchie ospedaliere non sono stati tradotti correttamente. Gli specializzandi al primo anno di tirocinio in medicina negli Stati Uniti e quindi anche nel telefilm sono chiamati intern. Gli intern possono assistere agli interventi chirurgici ma non possono operare autonomamente e devono comunque sottostare agli ordini dei loro superiori (ovvero i resident). Al termine di questo primo anno devono svolgere un esame per diventare resident a loro volta, i resident non sono ancora medici a tutti gli effetti e stanno ancora svolgendo una sorta di apprendistato. Questo apprendistato può durare anni, fino a 7-8 anni per neurochirurgia. A seconda del grado del resident questo può operare o meno autonomamente e dare ordini e incarichi ai nuovi arrivati ovvero gli intern. Una volta completato questo praticantato, il resident diventa attending, ovvero un medico (in questo caso chirurgo) vero e proprio; l'attending è normalmente specializzato in una branca della medicina, quindi per esempio un cardiochirurgo che ha terminato il suo apprendistato da resident diventa un attending specializzato in cardiochirurgia.
Gli intern nelle prime tre stagioni sono Meredith, Alex, Izzie, George e Cristina. Loro non possono operare autonomamente e devono sottostare agli ordini del loro resident, cioè la dottoressa Miranda Bailey, che gestisce il loro lavoro e insegna loro sul campo. Nelle prime tre stagioni, oltre a Miranda Bailey, sono resident anche Callie Torres e Sydney Heron (tutte e tre stanno svolgendo il loro praticantato al quarto anno). Nella serie in italiano, intern e resident sono stati tradotti entrambi col generico specializzando.
Derek Shepherd, Preston Burke, Addison Montgomery e Mark Sloan sono invece attending (che in italiano è stato tradotto con strutturato), specializzati rispettivamente in neurochirurgia, cardiochirurgia, chirurgia ostetrica-ginecologica e chirurgia plastica e otorinolaringoiatrica. Infine Richard Webber è il primario di chirurgia (chief of surgery).
Con l'avvio della quarta stagione Meredith, Cristina, Alex e Izzie diventano resident mentre George, che ha fallito l'esame finale, deve ripetere l'anno da intern. I nuovi quattro resident devono insegnare a loro volta a dei nuovi arrivi, un gruppo di intern, tra cui spicca Lexie Grey, sorella di Meredith. Lexie diventa dunque una specializzanda di Cristina, mentre George ripete l'anno con Meredith come insegnante. Inoltre entra nel cast come attending Erica Hahn specializzata in cardiochirurgia, al posto di Burke.
Nella quinta stagione entrano nel cast come attending Arizona Robbins specializzata in chirurgia pediatrica e Owen Hunt specializzato in chirurgia traumatologica e d'urgenza, mentre esce dal cast la dottoressa Hahn.
All'inizio della sesta stagione Lexie diventa resident e si aggiungono al cast sempre come resident al pari di Meredith e gli altri April Kepner e Jackson Avery per la fusione col Mercy West. Inoltre entra come attending la dottoressa Teddy Altman specializzata in cardiochirurgia al posto della Hahn. Mentre Derek diventa il nuovo primario di chirurgia (chief of surgery), Webber torna a essere semplicemente un attending specializzato in chirurgia generale. Mentre la dottoressa Torres diventa attending specializzata in chirurgia ortopedica, e la Bailey diventa attending specializzata in chirurgia generale.
Nella settima stagione ricomincia la gara per la scelta dello specializzando capo, ruolo che viene assegnato ad April Kepner. Mentre Webber torna a essere il primario di chirurgia (chief of surgery).
Nell'ottava stagione Owen diventa primario di chirurgia mentre Richard torna a essere solo attending; April Kepner invece non supera l'esame per diventare attending e deve ripetere l'ultimo anno.
Dalla nona stagione gli altri avendo tutti superato gli esami diventano attending e in particolare, Meredith specializzata in chirurgia generale, Cristina in cardiochirurgia, Alex in chirurgia pediatrica e Jackson in chirurgia plastica mentre escono dal cast Lexie e Mark. Vengono anche introdotti cinque nuovi intern ovvero Jo Wilson, Leah Murpy, Shane Ross, Heather Brooks e Stephanie Edwards.
Nella decima stagione April ripete gli esami e diventa ufficialmente attending specializzata in chirurgia traumatologica e d'urgenza, mentre gli specializzandi Jo, Leah, Shane e Stephanie diventano resident. Esce dal cast Heather Brooks.
Nell'undicesima stagione Amelia Shepherd prende il posto di Derek come attending responsabile del reparto di neurochirurgia declassando il fratello a semplice strutturato. La dottoressa Maggie Pierce diventa il nuovo responsabile del reparto di cardiochirurgia, Alex responsabile del reparto di chirurgia pediatrica e Arizona del reparto di chirurgia fetale. Dalla dodicesima stagione Meredith diventa responsabile del reparto di chirurgia generale, dopo che la dottoressa Bailey è diventata primario di chirurgia (Chief of Surgery), mentre arriva un nuovo attending, Nathan Riggs che diventa uno strutturato del reparto di cardiochirurgia. A partire dal finale dell'undicesima stagione inoltre, arrivano in ospedale nuovi intern, tra cui il nuovo membro al cast regolare, Andrew DeLuca. Stephanie, Jo e Ben diventano resident del quinto anno, mentre Penny Blake, è la nuova specializzanda del terzo anno.

### Linguaggio
I personaggi di Grey's Anatomy parlano in modo contemporaneo, talvolta usando neologismi e frasi colloquiali. Come risultato, il programma ha diffuso molti appellativi, motti, slogan, anche se usati relativamente poco nella serie. Tra i più usati è l'uso del prefisso Mc (un riferimento alla catena di ristoranti McDonald's) davanti a una parola per enfatizzarla, a volte in modo positivo altre in modo negativo. È comunque quasi sempre usato in senso ironico o sarcastico.

### Narrazione
Nonostante sia presente un cast d'insieme compatto e importante nel contesto narrativo, Meredith è rappresentata come il personaggio centrale, dato anche il suo ruolo di narratrice fuori campo all'inizio e alla fine nella quasi totalità degli episodi. Fanno eccezione alcuni episodi: nella seconda stagione Che cosa ho fatto per meritarmi questo? in cui a narrare è George e Fuggire o restare in cui tutti i personaggi dicono contemporaneamente la stessa riflessione; l'episodio Sussurri e grida in cui la voce fuori campo è di Cristina e l'episodio Nuove scelte che inizia con la voce di Richard e che sembra riflettere come Meredith all'inizio di ogni altro episodio, solo in un secondo momento però si scoprirà che Richard stava parlando con Mark, per cui nella puntata in questione non è presente alcuna voce narrante fuoricampo: entrambi sono episodi della terza stagione; l'episodio Avere fede, della quarta stagione, in cui la voce fuori campo è quella di Miranda Bailey; gli episodi della quinta stagione Lettere d'amore in ascensore in cui il narratore è Alex Karev e Che differenza può fare una giornata in cui a narrare è Izzie; alcuni della sesta stagione in cui è Derek a parlare, quali Diamo una possibilità alla pace, Amore e fiducia e Vivere o morire; l'episodio Come eravamo in cui non è presente alcuna riflessione fuori campo, ma una riflessione di Richard Webber che parla a un congresso che apre e chiude la puntata e, sempre nella sesta stagione il doppio episodio Cordoglio e Addio in cui tutto il cast dice contemporaneamente la stessa riflessione; l'episodio Queste mie braccia della settima stagione, in cui non compare nessuna voce fuori campo; l'episodio Una canzone per rinascere della settima stagione, in cui a parlare è Callie Torres e l'episodio Che c'è negli uomini... dell'ottava stagione in cui a parlare sono Derek Shepherd, Alex Karev, Richard Webber, Mark Sloan, Jackson Avery e Owen Hunt (ovvero tutto il cast maschile della serie) le cui voci si alternano sia all'inizio sia alla fine dell'episodio; gli episodi della nona stagione Il volto del cambiamento e Il mostro dormiente, in cui a parlare sono rispettivamente Alex Karev e Miranda Bailey; alcuni degli episodi della decima stagione come Segna il nostro destino e Ti voglio con me nei quali a parlare è Richard Webber e l'episodio Mappa di te, in cui a parlare è Derek Shepherd; l'episodio Quando scusarsi non bastain cui a parlare è Callie, e gli episodi Sai chi sei? e Paura dell'ignoto in cui la narratrice fuori campo è Cristina: tutti della decima stagione. Nell'undicesima stagione nell'episodio Un rompicapo senza soluzione la voce fuoricampo è quella di Maggie Pierce, mentre nell'episodio Dobbiamo essere realistici non è presente nessuna voce fuoricampo; nella stessa stagione negli episodi Spezzati e piegati e L'unica cosa che potevo fare era piangere le voci fuoricampo sono rispettivamente quelle di Callie e Arizona nel primo e quella di April Kepner nel secondo, mentre gli episodi Guardare la fine e La distanza sono narrati rispettivamente da Nicole Herman e Amelia Shepherd e nel doppio episodio Lei è andata via c'è solo la voce finale di Ellis Grey attraverso un ricordo.
Gli episodi Indovina chi viene a cena e Tutto quello che voglio sei tu non hanno una voce narrante e nell'episodio Non spezzarmi il cuore la voce fuoricampo è quella di April Kepner: sono tutti episodi della dodicesima stagione. L'episodio Non hai fatto niente della tredicesima stagione si conclude con tre voci fuoricampo, quelle di Meredith, Maggie e Amelia; nella stessa stagione gli episodi Non è affar tuo e Chi è lui (e cos'è per te?) sono narrati rispettivamente da Jo Wilson e da Jackson Avery.
Nella quattordicesima stagione gli episodi È stata una vera sorpresa e Zona di pericolo sono narrati rispettivamente da Amelia e da Owen Hunt; nella medesima stagione negli episodi Un Gesù personale e (Non temere) il mietitore le voci fuoricampo sono quelle di April e di Miranda Bailey, mentre l'episodio "Un giorno come questo" ha tre narratori: April, Owen e Meredith (ovvero i protagonisti della puntata).
L'episodio Qualcuno ha una mappa? della quindicesima stagione è narrato da Richard Webber.

## Distribuzione

### Edizioni home video
I cofanetti con i DVD della serie televisiva sono distribuiti da Buena Vista Home Entertainment.
| Titolo | Titolo                            | nº dischi         | Data pubblicazione USA | Data pubblicazione Italia                                    | Contenuti speciali | Produzione            |
| ------ | --------------------------------- | ----------------- | ---------------------- | ------------------------------------------------------------ | --- | --------------------- |
|        | Grey's Anatomy - Prima serie      | 2                 | 14 febbraio 2006       | 17 maggio 2006                                               | Sotto il bisturi: dietro le quinte di Grey's Anatomy; anatomia di un episodio pilota; dissezione di Grey's Anatomy: scene mai viste; titoli di testa alternativi. | Touchstone Television |
|        | Grey's Anatomy - Seconda serie    | 6 (4+4 in Italia) | 12 settembre 2006      | 28 febbraio 2007 (prima parte) 28 marzo 2007 (seconda parte) | Commenti audio opzionali degli episodi Dentro di te come un treno, Grazie per i ricordi, Lo spirito del Natale; un viaggio sul set del Seattle Grace Hospital; il lato dolce della dottoressa Bailey; i dottori sono qui; dissezionando Grey's Anatomy: scene inedite mai trasmesse degli episodi Il potere del dolore, Grazie dei ricordi, Tenere piccole bugie. Commenti audio opzionali degli episodi Apocalisse e Presentimento; creando l'esplosione; dissezionando Grey's Anatomy: scene mai viste; Grey's Anatomy al Jimmy Kimmel Live! con l'introduzione esclusiva di Jimmy Kimmel | Touchstone Television |
|        | Grey's Anatomy - Terza serie      | 7                 | 11 settembre 2007      | 26 novembre 2007                                             | In giro con Patrick Dempsey; sfumature di grigio: faccia a faccia con Ellen Pompeo; ricetta per il successo: Jane Doe senza maschera; buona medicina: scene preferite; dissezionando Grey's Anatomy: scene mai trasmesse; con i punti: fuoriscena della terza serie. | Touchstone Television |
|        | Grey's Anatomy - Quarta serie     | 5                 | 9 novembre 2008        | 3 dicembre 2008                                              | Commenti audio; nuovi medici nel quartiere; sul set con Patrick ed Eric; sezionando Grey's Anatomy: le scene mai viste; i punti: i tagli della quarta serie. | ABC Studios           |
|        | Grey's Anatomy - Quinta serie     | 7                 | 15 settembre 2009      | 25 novembre 2009                                             | Dissezionando Grey's Anatomy: le scene mai trasmesse; da ridere fuoriscena mai visti della quinta serie; dietro le quinte: ecco come si costruisce il successo di Grey's Anatomy; scene eliminate. | ABC Studios           |
|        | Grey's Anatomy - Sesta serie      | 6                 | 14 settembre 2010      | 16 marzo 2011                                                | Seattle Grace: dottori sempre a disposizione; scene inedite (20 minuti inediti del season finale e altro ancora; scene eliminate; morire dal ridere: papere; Chandra Wilson: anatomia di un talento) | ABC Studios           |
|        | Grey's Anatomy - Settima serie    | 6                 |                        | 12 settembre 2012                                            | Dietro Le Quinte, Scene Eliminate | Disney                |
|        | Grey's Anatomy - Ottava serie     | 6                 |                        | 5 giugno 2013                                                | Dietro Le Quinte, Scene Eliminate | Disney                |
|        | Grey's Anatomy - Nona serie       | 9                 |                        | 20 novembre 2013                                             | Dietro Le Quinte, Scene Eliminate | Disney                |
|        | Grey's Anatomy - Decima serie     | 6                 |                        | 29 ottobre 2014                                              | - | Disney                |
|        | Grey's Anatomy - Undicesima serie | 6                 |                        | 18 novembre 2015                                             | - | Disney                |
|        | Grey's Anatomy - Dodicesima serie | 6                 |                        | 6 dicembre 2016                                              | - | Disney                |

I colori a sinistra indicano il colore dei cofanetti.

## Accoglienza
Nonostante la popolarità, Grey's Anatomy ha la sua schiera di detrattori. La serie è stata ampiamente criticata da vari gruppi di persone, specialmente medici, per l'inaccuratezza nel presentare situazioni cliniche e per l'esagerazione del legame tra dottori e altre persone dell'ambiente.
Nonostante ciò, i sostenitori del programma hanno difeso la mancanza di realismo, affermando che un medical drama più fedele alla realtà, in modo più secco e deciso, farebbe perdere il fascino che rende Grey's Anatomy popolare. Precisano inoltre che i pochi programmi che vengono considerati seri non sono del tutto fedeli alla realtà.

### Successo della serie
Nel 2005 la ABC ha dato fiducia alla serie annunciando che sarebbe andata in onda dopo il Super Bowl, l'evento sportivo più seguito della televisione statunitense. L'episodio in questione è stato visto da 38,1 milioni di spettatori. Un altro dato di crescita di Grey's Anatomy è lo spostamento dalla fascia oraria che seguiva un altro telefilm di successo: Desperate Housewives, usato inizialmente per trainare il nascente Grey's Anatomy. Nell'autunno 2006, il nuovo posizionamento all'interno del palinsesto si è risolto trasmettendolo durante la stessa fascia oraria di CSI: Crime Scene Investigation, in onda sulla CBS negli Stati Uniti. La scommessa dell'emittente ABC si è rivelata una vittoria, che come risultato ha regalato a Grey's Anatomy 3 milioni di telespettatori in più rispetto a CSI: Crime Scene Investigation durante il primo episodio della terza stagione.
La serie è stata oggetto di episodi speciali del programma 20/20 di ABC News, incluso un episodio del 2006 sul realismo talvolta stravagante dei casi clinici di Grey's Anatomy e su veri casi simili.
La serie, nonostante il calo di ascolti, viene seguita con una media di 6/7 milioni di telespettatori per episodio ogni settimana.

### Critica
Grey's Anatomy è stata comunque classificata al 14º posto dal sito web di TV Guide nella lista dei 15 migliori finali di sempre, con l'episodio Ho perso il mio credo. Nel 2012 il sito web IMDb ha indetto un concorso basato sui punteggi che gli utenti hanno dato a tutte le serie televisive americane, in modo da decretare le 10 migliori serie televisive americane dell'ultimo decennio. Grey's Anatomy si è classificato al terzo posto con una media pesata di 7.2 e una media aritmetica di 8.1.
La serie è stata inoltre classificata come la 66º tra quelle realizzate tra gli anni 1980 e il 2008. L'episodio Come eravamo della sesta stagione è stato definito da Entertainment Weekly come l'11º miglior episodio di una serie televisiva costituito da un flashback mai creato.

## Riconoscimenti
- 2005 – Golden Globe
  - Miglior attrice non protagonista in una serie drammatica, a Sandra Oh
- 2005 – Screen Actors Guild Awards
  - Miglior performance di un'attrice in una serie drammatica a Sandra Oh
- 2005 – Writers Guild of America Award
  - Miglior serie appena uscita
- 2005 – BMI Film & TV Awards
  - BMI TV Music Award a Carim Clasmann e Galia Durant
- 2006 – Golden Globe
  - Miglior serie drammatica
- 2006 – Premio Emmy
  - Miglior casting di una serie drammatica a Linda Lowy e John Brace
- 2006 – NAACP Image Award
  - Miglior serie drammatica
  - Miglior attore in una serie drammatica a Isaiah Washington
- 2006 – Screen Actors Guild Awards
  - Miglior attrice in una serie drammatica a Chandra Wilson
  - Miglior casting di una serie drammatica
- 2006 – GLAAD Media Awards
  - Miglior episodio (per l'episodio Un nuovo inizio)
- 2006 – Producers Guild of America
  - Miglior produttore dell'anno in un episodio drammatico a Mark Gordon, Shonda Rhimes, James D. Parriott, Betsy Beers, Peter Horton e Rob Corn
- 2006 – Satellite Award
  - Miglior casting di una serie televisiva
- 2007 – People's Choice Awards
  - Miglior attore a Patrick Dempsey
- 2007 – Teen Choice Awards
  - Miglior serie televisiva drammatica
- 2007 – Golden Globe
  -  Miglior serie drammatica
- 2007 – Premio Emmy
  - Migliore attrice non protagonista in una serie drammatica a Katherine Heigl
- 2007 – NAACP Image Award
  - Miglior serie drammatica
  - Miglior performance di un attore in una serie drammatica a Isaiah Washington
  - Miglior attrice non protagonista in una serie drammatica a Chandra Wilson
  - Miglior scrittura in una serie drammatica a Shonda Rhimes (per il doppio episodio Apocalisse (Codice nero) e Presentimento (Codice nero)
- 2007 – Satellite Award
  - Miglior attrice in una serie drammatica a Ellen Pompeo
- 2008 – People's Choice Awards
  - Miglior attore a Patrick Dempsey
  - Miglior attrice a Katherine Heigl
  - Miglior guest star a Chandra Wilson

- 2008 – NAACP Image Award
  - Miglior serie drammatica
  - Miglior attrice non protagonista in una serie drammatica a Chandra Wilson
- 2008 – BMI Film & TV Awards
  - BMI TV Music Award a Carim Clasmann e Galia Durant
- 2009 – NAACP Image Award
  - Miglior serie drammatica
  - Miglior attrice in una serie drammatica a Chandra Wilson
  - Miglior scrittura in una serie drammatica (per il doppio episodio Libertà - 1ª parte e Libertà - 2ª parte
- 2009 – BMI Film & TV Awards
  - BMI TV Music Award a Carim Clasmann e Galia Durant
- 2010 – Premio Emmy
  - Miglior trucco per una serie mono-camera a Norman Leavitt, Brigitte Bugayong e Michele Teleis-Fickle
- 2010 – NAACP Image Award
  - Miglior regista in una serie drammatica a Chandra Wilson
  - Miglior scrittura in una serie drammatica a Shonda Rhimes (per l'episodio Apocalisse (Codice nero))
- 2011 – People's Choice Awards
  - Miglior guest star a Demi Lovato
- 2011 – Premio Emmy
  - Miglior attrice guest star in una serie drammatica a Loretta Devine
- 2011 – NAACP Image Award
  - Miglior serie drammatica
- 2012 – Humanitas Prize
  - Miglior episodio da 60 minuti a Stacy McKee (per l'episodio Tempo di matrimoni)
- 2012 – NAACP Image Award
  - Miglior attore non protagonista in una serie drammatica a James Pickens Jr.
- 2013 – People's Choice Awards
  - Miglior serie televisiva drammatica broadcast
  - Miglior attrice in una serie drammatica a Ellen Pompeo
- 2013 – NAACP Image Award
  - Miglior attrice non protagonista in una serie drammatica a Loretta Devine
- 2015 – People's Choice Awards
  - Miglior serie televisiva drammatica broadcast
  - Miglior attore in una serie drammatica a Patrick Dempsey
  - Miglior attrice in una serie drammatica a Ellen Pompeo
  - Miglior personaggio televisivo del quale si sente di più la mancanza a Cristina Yang
- 2016 – People's Choice Awards
  - Miglior attrice in una serie drammatica a Ellen Pompeo
  - Miglior serie televisiva drammatica broadcast
- 2016 – Diversity Media Awards
  - "TV - Miglior serie straniera"
- 2017 – People's Choice Awards
  - Miglior attore in una serie drammatica a Justin Chambers
  - Miglior serie televisiva drammatica broadcast
- 2020 – People's Choice Awards
  - Attrice TV donna star dell'anno a Ellen Pompeo
  - Serie TV dell'anno
- 2022 – People's Choice Awards
  - Attrice TV donna star dell'anno a Ellen Pompeo
  - Serie TV dell'anno

## Casi mediatici

### Caso Washington
Nell'ottobre 2006, con l'inizio della terza stagione, gli attori della serie hanno attratto l'attenzione dei media quando Isaiah Washington è stato accusato di essersi riferito a un membro del cast chiamandolo «faggot» («frocio», «checca»), durante una lite con Patrick Dempsey. La persona interessata è stata individuata in T. R. Knight (nel 2006 l'interprete dello specializzando George O'Malley ha fatto coming out dichiarando la propria omosessualità). Mentre Washington negava, ha presentato scuse pubbliche per lo sfortunato uso di parole. Il fatto è però riemerso alla cerimonia dei Golden Globe, quando, dopo la premiazione della serie, gli attori hanno risposto ad alcune domande poste dai giornalisti in sala stampa, e uno di questi ha chiesto chiarimenti all'attore riguardo alla vicenda; inaspettatamente, l'attore si è messo davanti al microfono e ha asserito dicendo: «No, non ho chiamato T. R. "frocio"».
Successivamente, sempre in un'intervista, è stato chiesto a Katherine Heigl cosa pensasse dell'accaduto. L'attrice ha criticato l'atteggiamento del suo collega, per aver riproposto pubblicamente l'incidente, usando la stessa parola in sala stampa.
Una settimana dopo, Knight, oggetto dell'offesa, è stato ospite al programma The Ellen DeGeneres Show, dove ha dichiarato che sia lui sia altri avevano sentito Washington usare la parola durante l'incidente di ottobre. L'organizzazione LGBT GLAAD ha preteso le scuse di Washington.
Washington ha accettato e ha diffuso un comunicato stampa in cui dichiara «non posso né difendere né spiegare il mio comportamento [...] e non posso più negare a me stesso che ci sono delle questioni che devo ovviamente esaminare nella mia anima, ho chiesto aiuto».
Washington, su forti pressioni della ABC, è dovuto entrare in terapia per dare un segno tangibile del suo "pentimento": «con l'aiuto della mia famiglia e dei miei amici, ho iniziato ad andare in terapia. Credo sia un passo necessario per capire i motivi del mio comportamento e per essere sicuro che non accada mai più. Apprezzo il fatto che mi è stata data l'opportunità di trasformare i miei errori in azioni positive, sul piano umano e professionale». Un set particolarmente litigioso sempre per colpa di Isaiah che già aveva pesantemente litigato con Patrick Dempsey.
Tuttavia, il 7 giugno 2007 la ABC ha annunciato che non avrebbe rinnovato il contratto all'attore e che non sarebbe apparso nelle stagioni successive.
A maggio 2014, a sette anni dalla sua uscita di scena, Washington torna ad apparire nella serie TV, prendendo parte a un episodio della decima stagione dello show.

## Altri media

### Videogioco
Nel gennaio 2008 la società Gameloft annuncia la produzione del videogioco Grey's Anatomy: The Video Game. Il 10 marzo 2009 viene commercializzato il gioco per PC, Nintendo DS e Wii, ricevendo però molte critiche riguardo alla sua semplicità e alla voce non realistica dei personaggi, e ricevendo un punteggio molto basso (2.0/10) dal sito DigitalSomething.com.

### Webserie
L'emittente ABC produce, in contemporanea con la programmazione della serie, tre webserie disponibili sul sito ufficiale, Seattle Grace: On Call, Seattle Grace: Message of Hope e Grey's Anatomy: B-Team.
| Stagione                       | Episodi | Pubblicazione USA |
| ------------------------------ | ------- | ----------------- |
| Seattle Grace: On Call         | 6       | 2009-2010         |
| Seattle Grace: Message of Hope | 7       | 2010              |
| Grey's Anatomy: B-Team         | 6       | 2018              |

#### Seattle Grace: On Call
Il 20 novembre 2009 è stata pubblicata la prima webserie in contemporanea con la sesta stagione dal titolo Seattle Grace: On Call, fino al 21 gennaio 2010. Lo scopo è quello di offrire una prospettiva diversa oltre che a quella ospedaliera nell'Emerald City Bar di Joe, davanti all'ospedale. Fra il cast della serie troviamo Joe il barista (Steven Bailey) e gli specializzandi Steve (Mark Saul), Megan (Molly Kidder), Pierce (Joseph Williamson), Graciella (Gloria Garayua) e Ryan (Brandon Scott); si aggiungono al cast Reed (Nora Zehetner) e Charles (Robert Baker).

#### Seattle Grace: Message of Hope
Dal 14 ottobre 2010 viene lasciata la seconda webserie in contemporanea con la settima stagione. Lo scopo è quello di raccontare come il Dottor Webber cerca di alzare l'immagine dell'ospedale dopo la sparatoria. Fra il cast della serie troviamo Owen Hunt (Kevin McKidd), Dr. Richard Webber (James Pickens Jr.) e i nuovi regulars Jackson Avery (Jesse Williams) e April Kepner (Sarah Drew). Kevin McKidd dirige personalmente la webserie.

#### Grey's Anatomy: B-Team
Nel 2018 in contemporanea con la programmazione della quattordicesima stagione, sul sito ufficiale della ABC, viene pubblicata una nuova webserie che racconta le avventure delle nuove matricole del Grey and Sloan Memorial Hospital e alle prese col loro primo giorno da chirurghi.

## Spin-off

### Private Practice
Il 21 febbraio 2007, il The Wall Street Journal dichiarò che la ABC aveva intenzione di creare uno spin-off della serie con protagonista la dottoressa Addison Montgomery, interpretata dall'attrice Kate Walsh. La nuova serie è stata introdotta in un backdoor pilot, un doppio episodio pilota andato in onda il 3 maggio 2007 e intitolato L'altro lato della vita. Private Practice ha infine debuttato sulla ABC il 26 settembre 2007.
La serie si è conclusa ufficialmente nel 2013, alla fine della sesta stagione.

### Station 19
Il 16 maggio 2017, la ABC ha ordinato un secondo spin-off della serie che segue le vite di un gruppo di vigili del fuoco di Seattle. Il 25 gennaio 2018 è stato annunciato che la serie si chiama Station 19.
La serie va in onda sulla ABC dal 22 marzo 2018.